# デビルマン
『デビルマン』は、1972年から1973年に製作された永井豪原作のメディアミックス作品である。
後述の通り、漫画の連載とテレビアニメの放送が同時期に行われた。

## 概要
変身ヒーローもの企画として、永井豪が自作品『魔王ダンテ』（「ぼくらマガジン」連載）のベースに悪魔をヒーローとした作品」として基本設定を行い、漫画版は永井豪が執筆し、『週刊少年マガジン』の1972年25号（6月11日号）から1973年27号（6月24日号）にかけて全53話で連載された。同時期に、NETテレビではテレビアニメ版で脚本担当の辻真先がオリジナルストーリーを構成した。
両作には「漫画作品のアニメ化」もしくは「アニメ作品の漫画化」といった関係ではなく、永井自身が指摘しているような「同一の基本設定を使用して描かれた2つの作品」という関係に近い。漫画版のテーマは「ホラー」であり、古典的なホラーからモダンホラーまで、様々な要素が見られる。また連載当時、購読者層がテレビよりも高く大学生までだったこと、永井自身の描きたいテーマを深めたいという希望を編集部と同意したことなどから、連載を経るごとに黙示録的な大河要素のある構成へと変遷していった。これに対し、アニメ版はテレビ視聴者を対象に漫画より幅広い年齢層の視聴者に向けて、原則一話完結のヒーローものの体裁を取っている。
2017年3月時点で全世界累計発行部数は5000万部を突破している。

## 漫画版

### 漫画版ストーリー
197X年。居候先の牧村家の娘・美樹と仲良く学校に通う大人しい少年不動明は、ある日、親友の飛鳥了から、他の生物との合体能力を持った地球の先住人類「デーモン（悪魔）」が200万年の眠りから目覚めて復活し、地球を人類から奪い返そうとしていることを知らされ、デーモンと戦うためには、こちらもデーモンの超能力を得るしかないとして、デーモンと合体する話をもちかけられる。しかしデーモンとの合体は、理性を完全に捨てたときのみ可能で、また仮にうまく合体できたとしても、意志が強くなければデーモンに心ものっとられてしまうという。了がそのことを知ったのは、デーモンの研究をしていた了の父が、デーモンと合体して心を支配されそうになったため自殺したからであった。合体は困難であるかにみえたが、デーモンに殺されかけたとき明は理性を捨てきったために、デーモンの一人であるアモンとの合体に成功し、悪魔の体と人間の心を併せ持つデビルマンとなることに成功する。
デーモンたちは、デビルマンとなった明を倒すため次々と刺客を送ってくるが、明はそれらを倒していく。しかし、ある日、人々が怪物化して突然死するという異常現象が頻発する。それはデーモンが人間に恐怖を与えるためにやり始めた自爆の無差別合体攻撃で、やがてデーモンの王ゼノンが人類すべてに宣戦布告し、総攻撃を仕掛けてき、世界中の都市が炎に包まれる。明は了の制止を振り払い、単身でデーモンとの戦いに赴くものの、力尽き倒れる。とどめを刺されようとした時、デーモンの神である大魔神サタンの「デビルマンを殺すな」という意思がデーモンたちに伝えられ、明は解放される。
一人の力では戦えないと悟った明は、無差別合体で死なずにデビルマン化した者たちを集めて、デビルマン軍団を組織しようと考える。しかし「悪魔の正体は現代生活に不満を持つ人間である」と高名な科学者が発表したため、悪魔狩りの名の下、罪のない人々が政府により殺戮されていく事態となる。一方、自分の恐れた通りに事が進みすぎることに違和感を持った了は、事の発端を再確認するために自宅に戻るが、そこで了の父がデーモンの研究などしていなかったこと、飛鳥了なる少年はすでに交通事故で死んでいたことを知る。衝撃の事実に混乱している中、了は家に侵入してきたデーモンの一人のサイコジェニーに「お迎えに参りました!」と告げられる。
数日後、デーモンがもう襲ってこないことに気づきかけていた人間の恐怖心を煽るため、了はテレビで、明がデーモンと合体した瞬間の映像を公開して「無数の悪魔が人間になりすましているので、殺せ」と人々を扇動する。正体がばれて牧村の家を出ざるを得なくなった明は、裏切った了を問い詰めるが、了は「明とデーモンを合体させたのは、人類を守らせるためでなく、次のデーモンの時代で共に生きたかったためだ」と答え、明は了が大魔神サタンであることを悟る。
悪魔特捜隊による拷問で牧村夫妻は惨殺され、美樹も暴徒と化した町の住人たちに惨殺される。最後の希望だった美樹も奪われて人間に失望した明は、デビルマン軍団を率い、地上の覇権を賭け、サタン率いるデーモン軍団との決戦を決意する。サタンもまた、明との決戦は避けられないことを分かっていた。サタンは自らの記憶を消し、人間になりきることによって人間の弱点をつかみ、デーモンたちに作戦立案の材料を与えていたのだった。ただ一つの誤算は両性具有のサタンが明を愛した結果、デーモンの敵となるデビルマンが誕生してしまったことだった。
20年ののち、人類は滅亡し、デビルマン軍団とデーモン軍団との最終決戦・アーマゲドンが始まる。
やがて戦いは終わり、横たわる明の傍でサタンは語る。かつて地球を支配していたデーモンは創造主たる神に滅ぼされようとしたが、それに反発した自分はデーモン側について戦って勝ち、次の神との戦いのために永い眠りについたこと。目覚めたときに人類が地球を荒らしていたので許せず、「それを滅ぼそう」と決めたこと。しかしそれは、神が行おうとした愚行と同じことでしかなく人類の滅亡に後悔があること。話を終えたサタンは明に謝罪するが、半身を失った明はすでに息を引き取っていた。明を喪ったサタンが静かに涙を流していたそのとき、「天使の軍団」がそこに迫っていた。

### 登場人物
作中で名前が登場しなかった人物は、『永井豪ワールド 悪魔事典』（1991年、バンダイ）に準拠する。
『豪華愛蔵版 デビルマン』全5巻（1987年9月 - 12月、講談社）については「愛蔵版」と表記する。

#### 主要人物
不動明（ふどう あきら）
本作品の主人公。悪魔の体と人間の心を併せ持つデビルマン。合体したデーモンであるアモンが「勇者」と呼ばれるほど極めて高い能力を持っていたことにより、並みの悪魔以上の能力を得ることになった。
デビルマンとなり得る資質「善良で純粋な心」を持ち正義を愛する若者。元来は小学生時代「東小のサイレン」と呼ばれた泣き虫で臆病な性格であったが、デビルマンになったことで精神に影響を受け、好戦的な性格に変わった。
両親が海外勤務中（OVAでは消息不明、小説版・映画版では死去、『DEVILMAN crybaby』では原作同様に海外勤務）につき、牧村家に居候している。
スポーツより、図書館で本を読んでいる方が性に合っている。
後半は組織的な攻撃を仕掛けてくるようになったデーモンに対抗するため、世界中からデビルマンを集めてデビルマン軍団を結成する。
飛鳥了（あすか りょう）
明の親友。日本人の父と白人の母の間に産まれた。考古学者であった父の研究を引き継ぎ、デーモンの存在を知る。そして、デーモンとの戦いに備え、最も信頼できる人間・不動明とデーモンの合体の準備を整えた。
序盤にて明とデーモンの戦いに巻き込まれ重傷を負い死亡したかに思えたが、実は生存しておりテレパシー能力らしきものが使えるようになる。(後の展開で了の能力ではないことがわかる)
後半はデーモンとの戦力差を実感し、人類を犠牲にしてでも明だけ生き残るよう方針転換する。徐々にこれまでの事件が自分の考え通りに展開していたことに疑問を抱くようになる。
外伝では同性ながら不動明を愛してしまったゆえの苦難が見られる。
テレビアニメ版では、飛鳥了に容姿が似ている「氷村厳（ヒムラー）（声 - 井上真樹夫）」というキャラクターが登場した。

#### 牧村家
牧村 美樹（まきむら みき）
牧村家の長女。同居人の明とは友達以上恋人未満の関係。明が気弱だったころは、明に対して見下した態度を取っており、幼少期の失態をからかったり、ドス六に対して無用な喧嘩を展開し、及び腰な明を侮蔑する。男勝りで口も悪く、「平手美樹」と呼ばれるほどに手が早い。
明が（デビルマンになったため）好戦的になり、喧嘩にて力量を示してからは、好意的に振舞う。
後半、明が生物学的には人間でないことを知り驚愕するが、その心は人間・不動明のままだと受け入れる。だが、悪魔に恐怖した暴徒により惨殺され、五体をばらばらにされてしまう。その後、明の手で頭部だけが埋葬された。
OVAや小説版では、明がデビルマンになる前から彼の美点に眼を向けており、「不動明の腕っ節ではなく、人間性に惹かれている」ことが強調されている。
牧村 健作（まきむら けんさく）
美樹の弟。愛称は「タレちゃん」。その理由は怖い目に遭うと失禁、すなわちおしっこを「タレ」てしまうから。美樹と同じく暴徒に惨殺される。
小説版では太朗（たろう）という名前で登場し、小学5年生であることが描写されている。
『DEVILMAN crybaby』では太郎（たろう）という名前で登場。明のアカウントを使用してサバトの映像を観るなどのデーモンへの憧れから最終的にデーモンに取り憑かれてしまい、食欲を抑えられず亜樹子を食べてしまった所をノエルと共に悪魔特捜隊に銃殺される。
牧村夫妻
明の父・礼次郎、妻・須弥子とは親友同士。両親が海外へ出張中の明を預かって実の息子のように思い世話をしており、明もまた二人を「おじさん」「おばさん」と呼んで慕っている。
美樹の父は時代ゆえか、デビルマン化した明がケンカを半ば趣味としていることにも動じることなく、「ケンカは若いうちにたっぷりやっとけ。大人になるとしたくてもできなくなるよ。」と大らかに述べる。
飛鳥了が出演したTV番組によって明が悪魔と合体した身体を持つことが暴露されたときは銃を向けるが、人の心は失わなかったという明の言葉を信じて悪魔特捜隊から逃がす。だがこれが特捜隊指揮官の逆鱗に触れることとなり、その腹いせのために夫婦ともども特捜隊本部に連行されてしまう。明が救出に駆けつけた時には既に美樹の母は過酷な拷問を受けて死亡しており、父もまた瀕死の重傷を負い、失われゆく意識の中で明に子供たちを託そうとするが、その声を届ける直前に息を引き取った。
漫画版では言及されなかったが、小説版では夫の名前は耕三（こうぞう）、妻の名前は亜樹子（あきこ）となっている。
『DEVILMAN crybaby』では夫は白人で名前はノエル、妻の名前は亜樹子（あきこ）となっている。
漫画作品『デビルマン外伝-人間戦記-』では、素行の悪い不良グループを一方的に否定せず、デーモンの襲撃から助けてくれた彼らを賞賛した。婦人も不良グループが見回りで訪問した際に食事やおやつをご馳走したり、協力者として活動する彼らに差し入れをしており、非常に慕われている。

#### デビルマン軍団と協力者たち

##### 不良グループ
明に喧嘩を売った不良グループ（本人たちはプロレス野球部と名乗る）。明に叩きのめされた挙句に、デーモンに操られていたのを助けられたことに恩義を感じて明の子分となる。明がデビルマンであると知った以降も逃げることなく、人間のままグループ全員で明とデビルマン軍団に協力する。
漫画作品『激マン! デビルマン編』では、政だけではなくグループ全員が牧村邸の防衛を担ったが、残り話数の制限から活躍シーンがカットされたとしている。
アニメ作品『DEVILMAN crybaby』では大幅に設定を変更され、ラッパー系スタイルのグループとなっている。
木刀政
不良グループのリーダー。木刀が得物。
明が牧村邸を追われる際、牧村家を守るよう依頼される。悪魔特捜隊に連行されていった両親の身を案じる美樹をなだめたり、暴徒と化した近隣住民が牧村邸を襲撃してきたときには美樹と健作に毅然として戦闘指示を出すなど、頼りがいのあるリーダーシップを見せる。その後も2人を守るため奮戦したが、惨殺されて五体をバラバラにされた。
漫画作品『デビルマン外伝-人間戦記-』ではプロフィールが用意された。本名「鈴木政雄（すずき まさお）」。親が新興宗教にハマったことから姉と2人暮らしで家事が得意。風俗嬢だった姉・陽子がデーモンと合体してデビルマンとなった。
『DEVILMAN crybaby』ではワムの名前で登場。
ドス六
不良グループの一員。ドス（短刀）が得物。序盤にて明と美樹に因縁をつけるが、1度目は銃を所持していた了に、2度目はデビルマンになったばかりの明に叩きのめされる。中盤、仲間たちともども明に叩きのめされた挙句に、デーモンに操られていたのを助けられる。以降、人間のまま、牧村家の警護やデビルマン軍団の調査活動に協力する。
漫画版『AMON デビルマン黙示録』では、不動明について、戦闘能力もそうだが、恐ろしいデーモンと身一つで戦ってきた意志の強さに敬服している。アモンに逆に肉体を乗っ取られた不動明の意識を目覚めさせるために、失敗した時はメリケン錠に後を託し、自身に同意してくれた三人のデビルマンと合体を行う。結果成功し不動明を目覚めさせるためにアモンに特攻する。
漫画作品『デビルマン外伝-人間戦記-』では主人公として語り部役ともなり、プロフィールが用意された。本名「山田六平（やまだ ろっぺい）」。悪魔襲来時に明のテレパシーを受けて牧村家に急行し錠と共にデーモンの放った蛇に襲われていた美樹たちを助けた。博打狂いの父親に反発していたが、野良犬に化けていた悪魔に家族を殺され明の正体を知らされる。その後、政のアパートに転がり込みデーモンに対する恐怖に悩まされるが、政の姉・陽子がデビルマンだったことを切っ掛けにデビルマン軍団の協力者となって家族に囲われているデビルマン・ツトムの保護などを行う。飛鳥了が不動明を悪魔だとテレビで告発した際にはメリケン錠と共に、了の潜伏場所となるホテルに当たりを付けて潜り込むが、了に化けていたデーモンに右手を食いちぎられ殺されかけたところを情報収集に現れた天使に助けられ、病院に送られて命を拾う。だが三日後に意識を取り戻し退院した時には牧村邸は焼き討ちされた後だった（しかも自身と錠に化けた天使によってデビルマン軍団による悪魔特捜隊本部への攻撃が誘導されていた）。人類の潰し合いが進む中、不良グループでは唯一生き残り、10年後には「先生」と呼ぶ元学者と東シナ海の離れ小島にて隠棲していたが、先生は不死を求めてデーモン細胞を取り込み拒絶反応を起こして死んだ。さらに10年を過ぎた頃、降臨した天使にデーモンとデビルマン軍団の決戦によって、自身が最後の人類となったのだと告げられる。
『DEVILMAN crybaby』ではガビの名前で登場。
メリケン錠
不良グループの一員。得物はメリケンサック。当初は茶髪だったが、再登場した時は黒髪になっていた。
漫画作品『デビルマン外伝-人間戦記-』ではプロフィールが用意された。本名「佐藤錠太郎（さとう じょうたろう）」。親は高学歴のサラリーマンで中学からは私立の進学校に通っていたが、高校で質の悪いイジメに遇いドロップアウトして転校していた。政とは小学校時代のクラスメイト。私立校受験を目指す弟・章（しょう）が模試の順位を抜かれたことに嫉妬してクラスメイトを悪魔と密告した姿に人間の闇を深さを見る。飛鳥了が不動明を悪魔だとテレビで告発した際にはドス六と共に、了の潜伏場所となるホテルに当たりを付けて潜り込むが、了に化けていたデーモンに殺される。
『DEVILMAN crybaby』ではククンの名前で登場。
カミソリ鉄
不良グループの一員。剃刀が得物。グループ内では一番大柄。
漫画版『AMON デビルマン黙示録』では、悪魔特捜隊との戦いで内部に入り込んでいた悪魔相手に自爆しようとしたが死亡する。
『DEVILMAN crybaby』ではバボの名前で登場。
チェーン万次郎
不良グループの一員。チェーンが得物。グループ内で只一人、明るい色のコートを着ている。
漫画版『AMON デビルマン黙示録』では、カミソリ鉄と同様、悪魔特捜隊との戦いで内部に入り込んでいた悪魔に取り込まれかけるも鉄が自爆用に仕込んでいたダイナマイトを点火して死亡する。最後まで「人としての意思」を失わない者こそがデビルマンだと明に語られた。
『DEVILMAN crybaby』ではヒエの名前で登場。
ゴウ
不良。小柄な肥満体。物語序盤、ドス六と共に明と美樹に因縁をつけるが叩きのめされた。
ケン
不良。痩せ型。物語序盤、ドス六と共に明と美樹に因縁をつけるが叩きのめされた。
見張り
デビルマン軍団本部の入り口をマシンガン片手に見張っている。明やドス六と同じ学生服を着ているが、不良グループの一員かは不明。また人間かデビルマンかも不明。
床屋をテーマにした合言葉で、本部への出入りをチェックする。ドス六からあまりにも締まらないと苦情を言われるが、今度は風呂屋をテーマにすると言っていた。

##### デビルマン軍団
ミーコ
一見大人しい少女だが、万引きの腕は天下一品。デーモンに合体され、デビルマンと化したと知らずに自分の醜い姿に苦悩する。自身の毒液で嘗ての仲間だった不良少女達を殺害してしまい、この事件が新聞で報道されたことをきっかけに不動明は自分以外にもデビルマンが存在することを知る。
『永井豪ワールド 悪魔事典』によるとデビルマンとしての名前は「トゥルグ」という。
デーモンの総攻撃後は悪魔研究所に収容され、実験材料にされたところを明に救出される。
胴体部分は奇怪な血管のような物に覆われ、胸部と腹部に大きな穴があり、そこから濃硫酸を多く含む液体を噴出させる。また下腹部には赤外線視力のある二つの目を備える。
漫画版『AMON デビルマン黙示録』では、デビルマンになる前からドス六と知り合いだった。
小説版の人間社会崩壊後の世界ではデビルマン軍団を華やかなドレス姿で慰問するなどアイドル的存在にもなったようだ。
OVA版『AMON デビルマン黙示録』では、ユミ（OVA版オリジナルキャラクター）と共に「不動明の側近」として描かれている。
『DEVILMAN crybaby』では不動明や牧村美樹と同じく陸上部に所属。物語途中で出会った青年、ククンと共にサバトに参加し、デビルマン化する。
プフール
人間体型の犬といった姿の女性デビルマン。聖書に詳しく、サタンに関する情報を明に伝えた。『永井豪ワールド 悪魔事典』によると犬らしく優れた嗅覚と持久力を備え、発達した犬歯での咬みつきで戦う。
作中には名前は出てこないが、小説版では「泉まさみ」という名前で登場し、かつて中学校の教師だった、という背景も示されている。
デスプロー
頭部に節足動物の足を生やし、身体を甲殻で覆った青年デビルマン。『週刊少年マガジン』連載時は単なるモブキャラに過ぎなかったが、『永井豪ワールド 悪魔事典』（1991年、バンダイ）で名前と変身後の姿が描かれた。また、漫画版『AMON デビルマン黙示録』ではデビルマン軍団の幹部として登場し、アモン討伐の指揮をとる。
ボンズ・オブ・ヒンズー
デビルマンとなった僧侶の一団。厳しい戒律で精神を鍛えてきたため、デーモンの合体を受けた時、寺院にいたすべての僧がデビルマンとなった。強力なテレパシーを有しており、世界中の同志を集め「デビルマン軍団」をそろえようと名乗り出てきた。作中では6人の僧侶が登場したが、彼らは全僧侶の代表団に過ぎない（小説版では、約3千人の集団として描写されている）。
「激マン! デビルマン編」では、話数が残り少なくなったことで出したキャラと説明されている。

#### デーモン
アモン
明と合体したデーモン。「地獄の野獣」「勇者」の異名を持つデーモン屈指の戦士だった。名前の由来は同名の悪魔アモン。
『週刊少年マガジン』連載時には名前のみの登場だったが、「愛蔵版」第二巻の加筆にてシルエットが登場した。また、小説版や『AMON デビルマン黙示録』では1キャラクターとして登場し、圧倒的な戦闘能力をもってセーロス軍のデーモンたちを瞬く間に戦闘不能に陥らせ、軍団長のセーロスさえも難なく殺害した。また、自分の肉体が不動明に乗っ取られたことがサタンの思惑だったことに気付いており、その恨みと凶暴性からデーモンにとっては大恩あるサタンにさえ躊躇なく攻撃した。
イルーゲ
明と了に最初に襲い掛かったデーモン。人間の女性をベースに、腕に翼を、下腹部に爬虫類の頭部が付随している。
爬虫類頭の口から超音波を発して明たちを足止めする。
テキスク
明と了に襲い掛かったデーモン。人間の女性をベースに、頭から4本、両肩・両腕から1本ずつ、胸部から2本、都合10本の蛸足を生やしている。また、下腹部には大きな単眼が付随している。
3名の同胞と共に明と了を奇襲するが、2人が地下室に逃げ込んだため、追跡を断念する。
ウェルバス
了が地下室に招いた女性と合体したデーモン。左眼にあたる部分からの触手が特徴。デビルマン明が最初に倒すデーモンとなる。
シレーヌ
デビルマン明への最初の刺客。美女の容姿のベースに頭に巨大かつ美しい羽根を、手足に強力なカギ爪を持つ。セイレーンがモチーフ。
部下たちを倒した明の隙をつき、捕縛する。そのまま大魔王ゼノンのもとに連行しようとするが、飛鳥了の横槍で失敗し、地上で明と死闘を繰り広げた末に重傷を負う。その時加勢としてカイムらが出現、決死の合体によりカイムの角で明を貫くが、とどめを刺す直前に勝利を確信した微笑を浮かべたまま事切れる。
「愛蔵版」ではアモンに憧れを寄せる場面が追加されており、それゆえにアモンの身体を乗っ取った明を激しく憎んでいることが強調されている。
なお、辻真先の小説に当てた永井豪の解説では、シレーヌの名前とイメージは辻がアニメ用に作ったもので、そこから永井がキャラクターデザインをし、このキャラクターを気に入った永井が漫画に逆輸入したことが明かされている。
ゲルマー
シレーヌの部下。節足動物の手足とナメクジのような下半身が特徴。水と同化する能力や、体内の水を飲んだ者の意識を乗っ取る能力を持つ。
アグウェル
シレーヌの部下。不定形で地面や壁に同化する能力を持つ。
『永井豪ワールド 悪魔事典』（1991年、バンダイ）によると、元は一種のエネルギー体だったらしい。
カイム
シレーヌの救援に現れたデーモン。彼女の勝利のためにその身を捧げた。
四足歩行型で、サイの身体をベースに肩から強大で鋭利な角を生やしており、この部位から強力な電撃を放って敵を行動不能に陥らせ、打突する。その怪力はデーモンの中で一、二を誇るとされる。
イーダー
人間社会に潜んでいるデーモン。額に一本角を、両肩部分に大きな眼を有している。
人間の肉が好物で、たびたび人間を襲っていたが、隠蔽には気を配らなかった。だがこのことが人類に、デーモン(人類の天敵)が存在するのでは？という疑念を抱かせることになる。その後は飛鳥了に依頼を受けた探偵の調査に引っ掛かり、目の前に現れた了に正体を暴かれ、殺害される。
「愛蔵版」では、イーダーが登場する場面はことごとくカットされている。
魔将軍ザン
ゼノン配下の百の魔将軍の1人。百の悪魔から成るザン魔団の将。胸に四つの眼と大きな口を持っているのが特徴。
変身能力に秀でており、初登場時は糸に変身し、体内から蜘蛛の群れを操って明たちに挑戦した。膠着状態になるや、蜘蛛の体内から脱出し、デーモンの姿になって明たちを威圧した後に姿を消す（「愛蔵版」では、蜘蛛を操っていたのはラズバというデーモンに改められた）。
2度目は、部下に「デビルマン明を殺傷するな」というサタンの意志を伝えた。テレビアニメでは、同じ肩書きをもつデーモンとしてザンニンが登場している。
ラズバ
「愛蔵版」の加筆にのみ登場するデーモン。魔将軍ザンが学校を襲撃するエピソードは、このラズバの仕業として描かれる。
小さな蜘蛛を使った人間を操る能力を持つ。
ドゥラメール
「愛蔵版」の加筆にのみ登場するデーモン。ウミヘビ、サメ、硬骨魚、コウモリなどが合体した龍のような姿のデーモン。
海水浴に来た明、了、美樹たちを襲う。
ジンメン
ザンの部下で亀の姿をしたデーモン。人間を好んで食べ、捕食した相手の顔と意識が甲羅に浮かび上がる。その特性を生かし、デビルマン明の親友であるサッちゃんの顔と意識を人質とする。
「自分は人間たちが牛や豚を食べるのと同じように人間を食っただけ」などと嘯いたり、甲羅の人面を誤射したデビルマンに「お前は人間を殺したんだ」と非難するなどして心理的な揺さぶりをかけた。
『DEVILMAN crybaby』では明の父がデーモン化したという設定で登場。共に海外から帰国した明の母を他の乗客と共に捕食し、顔と意識を甲羅に浮かび上がらせ、明を戦意喪失寸前にまで追い詰めるも了の横槍により失敗する。
リィビィ
ザン魔団の一員と思われるデーモン。全身を木の葉で覆っている。
多くの戦友を殺めたデビルマン明を激しく憎んでおり、「デビルマン明を殺すな」という上意を伝えに来た魔将軍ザンに抗弁する。「魔王ゼノンに逆らってでもデビルマンを殺す」とまで言い放つが、大魔神サタンの意思だと知らされ、やむなく承諾する。
メドック
小型のデーモンで、ソビエト連邦首相に寄生する。超大国首相の立場を悪用し、デーモン総攻撃に乗じて核戦争勃発を目論む。
マストゥフ
ソビエト連邦首相秘書の身体を乗っ取った双頭のデーモン。二人分の脳細胞を持つためか、知力に優れている。
ロスシード
牧村家を襲撃したデーモン。下半身に頭部があり、両肩の間には巨大な窪みが存在し、分身である何匹もの蛇が待機している。
牧村父とドス六、メリケン錠に迎撃される。
サイコジェニー
胴体部に巨大な頭があり、その頭脳で強力な精神攻撃を行うデーモン。大魔神サタンの側近でもある。その催眠能力は明を容易く討ち倒すにとどまらず、サタンの精神に対してすら効果があり、その記憶を封じていた。
後のシリーズでも度々登場し、物語の転機においてそのきっかけの中心となるキーマンである。
『AMON デビルマン黙示録』では東京タワーの傍らに立ち、TV出演した飛鳥了の人類に恐怖を煽る声に含まれる念波を増幅させていた。
悪魔王（大魔王）ゼノン
デーモン族を統率する魔王。山羊の角と蹄、コウモリの翼を有している。4つの顔が特徴で、正面には額に第三の目(縦に付く)を持つ男の顔、左側には美しい女の顔、右側には頭から一本角を生やした邪悪な男の顔、腹部には巨大な耳を持つひときわ大きな顔が付随している。テレパシー能力を活用し、人類に宣戦布告を行う。
小説版では最終決戦においてサタンと合体しており、以降のシリーズでは「サタンの一部」という扱いになっている。
大魔神サタン
12枚の翼を持つ美しい姿の堕天使。かつて「神」の片腕として共に地球に飛来したが、神がデーモンを嫌悪し滅ぼそうとしたことに反発し、デーモンと共に神と戦った。神の力の前になすすべもなく滅亡しかかっていたデーモンにとっては救世主であり、デーモンが神とあがめる存在。
男女の特性を併せ持つ両性生物である。人間の弱点を探るために、交通事故で死んだ飛鳥了になりすましていたが、人間として生活しているうちに不動明を愛してしまい、それが原因で自らの計画に支障をきたす。
続編の「デビルマンレディー」においては、神の子であるサタンは元々は世界を再生させる創造神であり、イマジネーションを現実化する力を持っており、自身が望めばその通りの世界を創り出すことさえ可能である。デビルマンレディーにおける世界も、デビルマンでの世界に納得がいかなかったサタンが再び創り直した「リ・ワールド」である。

#### その他の登場人物
サッちゃん
明が引っ越す前の隣家に住んでいた少女。牧村邸のチャイムに背丈が届かない。明からは「親友」と呼ばれているが、彼女自身は「明お兄ちゃんの恋人」を自称しており、新幹線に乗って牧村邸まで会いに来た。明が喧嘩に強くなる（デビルマンになる）前から惚れており、その仲の良さには美樹も嫉妬するほどだった。
帰りの新幹線を悪魔ジンメンに襲撃され、彼女もジンメンに捕食されてしまう。人質とされた自分のため、戦うことを迷う明に「（ジンメンに喰われた）自分は死人だ」と主張して決断を促した。「デビルマンレディー」では、ジンメンに取り込まれたままの状態で地獄にいたが、デビルマンによってジンメンが倒されると解放された魂と共に天へ昇って行った。
ススムくん
健作（タレちゃん）の友だち。最近、母親から虐待を受けるようになり、家に帰りたがらなかったが、父親が帰ってくると聞いて帰宅する。しかし、待ち受けていたものは……。
名前は、作者の読み切り作品『ススムちゃん大ショック』から。
雷沼教授
ノーベル生物学賞を受賞した教授。北海道の生物化学研究所にて、収容したデーモンやデビルマン、怪物化して死亡した人間の遺体を用いて、悪魔の正体について研究する。
デーモンの合体能力を知らないことと、地球上の知的生物は人間のみだという先入観が災いし、「悪魔の正体は、現代社会に不満を持ち体細胞を変化させた人間」だと誤って結論付けてしまう。
同時に、政府に対し「現代社会に不満を持つ人間」をも対象にした新しい「悪魔対策」を要請。彼の研究発表により、人間による「人間狩り」を引き起こすことになってしまう。
神
サタンの「親たち」に当たる存在。作中には姿が登場しない。太古、サタンを含めた多数の天使を率いて地球に飛来し、生命を創造した。数億年後、生物の進化の様子を見るため再び地球へ来たときにデーモンを発見し、その異様さを忌み嫌い、失敗作と断定して地球ごと滅ぼそうとした。だがこの行動がサタンの反感を買い、サタンとサタン率いるデーモン軍団の反撃を受けて地球から撃退される。
神であるだけにその強さはデーモンの比ではなく、デーモンはサタンの力なくしては確実に滅ぼされていた。

### 用語
デーモン（悪魔）
現人類出現以前、先史時代に地球を支配していた知的生物にして先住地球人。闘争本能と殺戮本能を満足させることが生き甲斐であるとされ、恐竜などの当時の生物やデーモン同士で弱肉強食の殺し合いを展開していた。仲間意識などもない訳ではなく、アモンが不動明に意識を乗っ取られた際には悲しむ様子を見せたり、デビルマンに殺された仲間の敵討ちを訴える者もいた。アモンにはニケという恋人がいたり、シレーヌはアモンにカイムはシレーヌに秘した想いを持っていたりと、個体としての能力が高い分、闘争本能が突出している点を除けば、そこまで人間と乖離した存在ではない。
デーモンの能力で特筆すべきは合体能力である。これは他の生物・無生物と合体することでその能力を獲得することができるというもので、元々は人間と同じ姿だったデーモンは合体を繰り返すことで異様な姿と数々の超能力を持つ超生物へと変化していった。また細胞の配列を変化させる変身能力も備えており、現代では人間に擬態して人間社会に潜伏する者もいた。男女の性も存在するが、生殖については不明。
なおデーモン同士や人間と合体した際は、より強い意志を持つ者の意識が肉体を支配することとなる。また人間との合体には後述のように難しい条件が存在する。
氷河期の到来によって氷の中に閉じこめられ、一部の個体は氷河期の終わりと共に復活して世界各地に悪魔・怪物の伝承を生むこととなった。大部分は極地にて現代まで眠りについていたが復活、地球の覇者の座を奪回すべく人類滅亡を図る。現代においては大魔王ゼノンおよび百の魔将軍の下に組織化されており、デーモン全体の勝利のために多くの個体の死をもいとわない攻撃を行うまでになっている。ただし、関連作品では、アモンが「ゼノンに従わない戦士」として描かれたり、それに匹敵する戦士が「王」を名乗っていたりと、完全に統一された勢力、というわけではないらしい。
なお劇中にて、デーモンは本来人類の天敵であり、デーモンが氷に閉じこめられたために人類が自然の摂理を越えて繁殖し、地球環境を破壊するまでになったことが示されている。
デビルマン（悪魔人間）
人間がデーモンと戦う唯一の手段として、デーモンと合体してその能力を獲得し、かつ人間としての意志を失わなかった者を指す。
人間とデーモンの合体は、通常は人間の持つ理性（本能を否定して人間らしく生きようとする心理）に対してデーモン側が拒絶反応を示すため困難であり、明も合体のため麻薬などで理性を失おうとしたが失敗、直後に他のデーモンに襲われた恐怖で理性を失った際に合体を果たした。また合体しても意志の弱い人間ではたちまち精神も支配されて「人間の知識を持つデーモン」になってしまうため、デビルマンになるには強い意志と善良な心でデーモンの意思を抑え込まなければならない。それでも合体したデーモンの精神の影響は避けられず、合体後の明は以前とは打って変わって好戦的な性格となり、また次第に合体したデーモン（アモン）の過去の記憶も獲得していった。デーモンの変身能力により、普段は元の人間の姿を取ることができる。また、不動明のように、デビルマンになった者の眼の下には、蝙蝠模様のクマができる。
やがてデーモンたちが人類を恐怖に陥れるために実行した「無差別合体」（通常は理性に対する拒絶反応により怪物化して死亡する）により、偶然前述の条件がそろったことでデビルマンとなった者が世界中に出現、明はデーモンに対抗すべく彼らを集めてデビルマン軍団を結成した。
漫画版では不動明を総大将とし、プフールが側近、ボンズ・オブ・ヒンズーが連絡役を務めているが、指揮系統は明確に描かれていない。
小説版では、統率力にたけた山野博士（戦闘能力は低い部類）が組織全体のリーダーを務め、古参かつ組織随一の戦闘員である不動明が戦闘指揮をとる。他にも、全国の支部や、人間によるシンパ団体が存在している。
OVA版『AMON デビルマン黙示録』では、人間社会にて存在を認識されているが、「デーモンと対立する悪魔」として嫌悪の対象にされている。
漫画作品『デビルマン外伝-人間戦記-』では、風俗業や接客業、ヤクザには稀に精神的にタフなものがおり、一般的なサラリーマンなどよりデビルマン化する確率が高いとされている。永井の漫画版でもデビルマン同士は心が通じ合えるとされていたが、今作では悪魔の肉体となってしまった人間としての悲しみ、苦しみといった感情の共感であることが説明されている。
続編である『デビルマンレディー』においては、物語の中盤よりデビルビースト化しながらも人間の意志と思考を失わない者が増え始め、その中には政府に反旗を翻す者が現れたため、人類を捕食する者、敵対する者（反社会的な者）をデビルビースト、人類に味方する者がデビルマンと定義された。不動明が目指した人類とデビルマン軍団の共闘は実現しているが、人類は猛獣にも等しいデビルマン(達)を決して心から信用しておらず、常に恐怖を抱いている。さらに霊界のひとつ「地獄」の支配者の1人・ヴラヴァが超古代の先住人類にもビースト化現象が起き、人としての意志と思考を失わずにいた者たちがデーモンの原型となり、デビルマンはデーモンへの過渡期に過ぎないと説いており、より強くなる目的から発現したのが「合体能力」だと語っている。
デビルマン軍団
不動明がデーモン殲滅を目的に、デーモンの無差別合体により誕生したデビルマンを世界中から集め、結成した組織。デーモンの肉体と人間の知性を併せ持つことで、その戦闘能力は合体以前のデーモン以上とされ、悪魔王ゼノンをして「恐るべき軍団！」とまで言わしめる。物語終盤において人類が滅亡した後、地球の支配権を賭けてデーモンとのアーマゲドンを繰り広げる。

悪魔特捜隊
人間社会に潜むデーモンを一掃するために日本政府が発足させた警察隊。正式名称は「悪魔特別捜査隊」で、「特捜隊」「悪特隊」とも呼ばれる。
脳波探知装置、X線透写装置、血液分析装置などを備えた特捜自動車デーモンハンターカーで各地を巡回する。
隊はデーモンを探り出す捜査班と、デーモンを抹殺する攻撃班で編成されている。攻撃班は細菌銃、熱線銃などの攻撃武器と、脳波妨害ヘルメット、耐熱耐火服を用いてデーモンと戦う。
デーモンを狩り出すことが目的だが、人間社会からデーモンが引き揚げた状態では、デビルマン（生物学的にはデーモンと区別できない）、および誤認された人間のみが網に掛かることとなる。そのため、デビルマン軍団から見れば「敵（デーモン）の敵」にすぎず、「味方」とは認識されてはいない。
不動明を取り逃がした腹いせに牧村夫妻を連行し、明が夫妻を救出するため特捜隊本部へ侵入したときは既に牧村夫妻を拷問にかけて殺害しており、それ以外にも誤認逮捕された無数の人間も惨殺していたことが発覚する。更には明に発見されて姿を現した神父と拷問官らしき者たちが「自分たちは悪魔を殺していない、殺したのは人間ばかりだった。好きでやったのではなく、上からの命令でやっただけだ（だから自分たちの命は助けてくれ）」と責任逃れの命乞いをしたため、堪忍袋の緒が切れた不動明に焼き殺される。それ以後の動向は明言されていなかったが、『激マン! デビルマンの章』によると明の命令で完全に殲滅された。
特捜隊本部
悪魔狩り本部とも呼ばれる。悪魔の総攻撃で大打撃を受けた日本が被害をまぬがれた兵器工場をフル回転させ、作り上げた兵器の城であり、人類の生み出した機械文明の最後の砦。
西洋風の城と機械的な構造物が合わさった要塞の下で、全裸の男女2人の巨象がこれを支えるような形状を成している。内部には拷問室が設けられ、捜査隊が連行してきた悪魔（実際は現場で悪魔と確認できなかった無実の人間）をここで駆除する。
その戦力は明が襲撃を仕掛ける時点でのデビルマン軍団以上とされ、脳波レーダーが装備されているため接近すら容易ではない。最期はデビルマン軍団との激戦の末に陥落したが、デビルマン軍団側も多大な犠牲を払うこととなった。
小説版では、対デーモン戦への利用としてデビルマン軍団が人間（および、その科学力）を利用した旨が記されているが、かつての悪魔特捜隊以上に苛烈な仕打ちを行っており、デビルマンにならなかった人類は結果として滅亡している。
漫画版『AMON デビルマン黙示録』では、新たに本部を再建しドス六とメリケン錠を捕縛するが、結局はアモンに滅ぼされる。なお、バチカンに総本部が存在する「欧州の悪魔特捜隊」も登場しているが、ドス六たちを収監した「日本の悪魔特捜隊」との関連は不明。

### 製作
最終回についても全てを描ききれたわけでなく、『激マン! デビルマンの章』』最終巻あとがきでの永井の回想によれば、最終ページのあと、天使の軍団の光の玉に明の遺体とサタンも消滅させられ、さらに『創世記』の始まりの「光あれ」と逆の行為が行われ、光さえもなくなってしまった闇の中で聖書が閉じられる、といったイメージが持たれていたという。しかし永井は2014年現在、当時描いた最終回に納得しており、この最終回案はそれ以上のものにはならないと語る。よって『激マン!』執筆時に最終回後の加筆を行うという提案も打診されたものの、永井はこれを行わなかった。

### 影響
この強烈なストーリーは当時の読者のみならず、後世の作家にも影響を与えている。例えば『新世紀エヴァンゲリオン』での庵野秀明は『デビルマン』からの影響をインタビューで語っており、旧劇のラストのシンジとアスカが浜辺に並んで寝てるシーンは、漫画版『デビルマン』で最後、飛鳥（アスカ）了ことサタンと不動明ことデビルマンが浜辺に並んで寝てるシーンそのまんまである。また『甦るデビルマン』では大槻ケンヂらが『デビルマン』から受けた影響を語っている。
永井自身も『デビルマン』の印象は非常に強かったようであり、その後の作品群には『デビルマン』が直接・間接に影響しているものが多々見受けられる。『デビルマン』執筆終了直後、に連載を開始した『バイオレンスジャック』はその長大な物語のラストで、永井自身も含め誰も思いもしない「実は『デビルマン』の続編であった」ことに帰着された。
さらに『デビルマンレディー』（以降『レディー』と表記）が執筆された。こちらも当初は続編とは言明されてはいなかったが、物語の中盤からデビルマン不動明が登場している。作中にて、正編の後日談であり、デビルマン軍団とデーモン軍団の最終戦争後、神々によって再生された世界であることが明かされている。
その後、『AMON デビルマン黙示録』（マガジンZ：講談社）が、衣谷遊の作画で発表され、ビデオアニメ化されている。
また、『デビルマン』に対するトリビュートコミックとして、多くの漫画家による『ネオデビルマン』も発表された（1996年 - 1999年、『コミックガンマ』竹書房?、『モーニング新マグナム増刊』講談社）。
ハリウッドを中心として海外からも、『デビルマン』を実写化したい、とオファーは過去に何度も寄せられたようだが、いずれも「デビルマン＝悪魔、敵」というコンセプトであったことやその他の契約上の理由などで、作者本人はOKしなかった、というエピソードがある。

### 単行本
本作品は初単行本化の際に加筆修正が行われており、その後も新装丁での刊行に合わせて加筆修正されている。大きく分けて「オリジナル版」と、『新デビルマン』を本編に組み込み再構成・加筆修正した、1987年のいわゆる「加筆修正版」、2012年の「改訂版」の3つがある。初出版からどこが改訂されたかは、1999年に刊行されたムック本『デビルマン解体新書』（ISBN 4-06-330070-6）に詳しく記載されている。
加筆を繰り返した理由について、永井は連載当時の制作事情を挙げている。多忙だった上にベテランのアシスタントが独立したため、若いスタッフに頼らざるを得ず、出来上がりに不満があったものの、直す時間がなかったため、そのまま発表せざるを得ず、無念の思いがあったという。
評論家の岡田斗司夫は『デビルマン』を高く評価しているが、いわゆる「加筆修正版」を改悪版と呼び、酷評している。岡田は「原作『デビルマン』の文庫本とかいろんなバージョンが出てますけど、完全復刻版と書いてある『デビルマン』を買って下さいね。今、普通に売ってる豪華愛蔵版も、講談社漫画文庫版もダメなんですよ。なぜなら永井豪先生の新作カットが入ってるから。漫画家の先生に言うのは申し訳ないんですけど、新作カットはいらないんですよ。僕らは連載されていたころの永井豪の絵で読みたい。でも、新作カットのおかげで、3巻あたりで、時間的順序が逆になっちゃったり、ネタばらしみたいなエピソードが入っちゃったりしてて、興が削がれるんです」と語っている。

#### 書誌情報

##### オリジナル版（デビルマン）
- 永井豪 『デビルマン』 講談社〈講談社コミックス〉、全5巻
初の単行本化。連載時は次回予告だったコマの描き直しや扉絵のカットなどが行われている。
  1. 1972年12月21日発売[12]、ISBN 4-06-109176-X
  2. 1972年12月21日発売[13]、ISBN 4-06-109177-8
  3. 1973年4月18日発売[14]、ISBN 4-06-109189-1
  4. 1973年7月6日発売[15]、ISBN 4-06-109198-0
  5. 1973年9月7日発売[16]、ISBN 4-06-109207-3
- 永井豪 『デビルマン』 講談社〈講談社漫画文庫〉、全5巻
  1. 1977年12月発行
  2. 1978年1月発行
  3. 1978年2月発行
  4. 1978年3月発行
  5. 1978年4月発行
- 永井豪 『完全復刻版デビルマン』 講談社〈KCデラックス〉、全5巻
講談社コミックス版を完全復刻した版。
  1. 1993年12月14日発売[17]、ISBN 4-06-319435-3
  2. 1994年1月18日発売[18]、ISBN 4-06-319436-1
  3. 1994年2月17日発売[19]、ISBN 4-06-319437-X
  4. 1994年3月18日発売[20]、ISBN 4-06-319438-8
  5. 1994年4月19日発売[21]、ISBN 4-06-319439-6
- 永井豪 『デビルマン-THE FIRST-』 小学館、全3巻
永井の画業50年記念の一環として、扉絵や各回の一部で用いられた「4色2色カラーページ」など、連載当時の状態を出来るだけ再現（復刻）した版が『デビルマン-THE FIRST-』と題して刊行された[22]。
  1. 2018年1月26日発売[22]、ISBN 978-4-7780-3315-6
  2. 2018年2月23日発売[23]、ISBN 978-4-7780-3316-3
  3. 2018年3月26日発売[24]、ISBN 978-4-7780-3317-0

##### オリジナル版（新デビルマン）
- 永井豪 『新デビルマン』 講談社〈講談社コミックス〉、1981年12月16日発売[25]、ISBN 4-06-172741-9
- 永井豪 『新デビルマン』 講談社〈KCスペシャル〉、1987年1月7日発行、ISBN 4-06-101296-7
- 永井豪 『完全復刻版新デビルマン』 講談社〈KCデラックス〉、1994年5月17日発売[26]、ISBN 4-06-319465-5

##### 再構成・加筆修正版
『新デビルマン』を本編に組み込み再構成、再度加筆修正したもの。
- 永井豪 『豪華愛蔵版デビルマン』 講談社、全5巻
  1. 1987年9月10日発売[27]、ISBN 4-06-176902-2
  2. 1987年9月10日発売[28]、ISBN 4-06-176903-0
  3. 1987年10月13日発売[29]、ISBN 4-06-176904-9
  4. 1987年11月11日発売[30]、ISBN 4-06-176905-7
  5. 1987年12月11日発売[31]、ISBN 4-06-176906-5
- 永井豪 『デビルマン』 講談社〈講談社漫画文庫〉、全5巻
  1. 1997年4月3日発売[32]、ISBN 4-06-260316-0
  2. 1997年4月3日発売[33]、ISBN 4-06-260317-9
  3. 1997年4月3日発売[34]、ISBN 4-06-260318-7
  4. 1997年6月4日発売[35]、ISBN 4-06-260319-5
  5. 1997年6月4日発売[36]、ISBN 4-06-260320-9
- 永井豪 『新装版 デビルマン』 講談社〈講談社漫画文庫〉、全4巻
  1. 2009年11月11日発売[37]、ISBN 978-4-06-370692-5
  2. 2009年11月11日発売[38]、ISBN 978-4-06-370693-2
  3. 2009年12月11日発売[39]、ISBN 978-4-06-370706-9
  4. 2009年12月11日発売[40]、ISBN 978-4-06-370707-6

##### 改訂版
- 永井豪 『改訂版デビルマン』 講談社〈KCデラックス〉、全4巻
連載40周年を迎えるにあたって、再構成したもの。
  1. 2012年4月6日発売[41]、ISBN 978-4-06-376641-7
  2. 2012年5月7日発売[42]、ISBN 978-4-06-376642-4
  3. 2012年6月6日発売[43]、ISBN 978-4-06-376651-6
  4. 2012年7月6日発売[44]、ISBN 978-4-06-376663-9
- 永井豪 『画業50周年愛蔵版 デビルマン』 小学館〈ビッグコミックススペシャル〉、全5巻
永井の画業歴が半世紀となることを記念し刊行された[45]。
  1. 2017年11月30日発売[46]、ISBN 978-4-09-189757-2
  2. 2017年11月30日発売[47]、ISBN 978-4-09-189758-9
  3. 2017年12月27日発売[48]、ISBN 978-4-09-189759-6
  4. 2017年12月27日発売[49]、ISBN 978-4-09-189760-2
  5. 2017年12月27日発売[50]、ISBN 978-4-09-189762-6

## テレビアニメ版

### テレビ版概要
漫画版は人間・不動明がデーモン族を吸収する形でデビルマン（デーモンの力を持った人間）となったのに対し、テレビアニメ版は「デーモン族の裏切り者であるデビルマンが人間を守るために人類滅亡をもくろむデーモン族の妖獣と戦う」という設定で、不動明（人間の姿をしたデーモン）は体も意識もデーモンに乗っ取られている。
作者の個性によって設定が拡大し、終末テーマの大作SFへと発展していった漫画版に対して、テレビアニメ版はデビルマンが妖獣と戦う一話完結のストーリーという基本線を守り続け、ヒーローものとしてのスタンダードな展開を最後まで全うした。ただし、ほとんどのエピソードの脚本を手掛けた辻真先が永井豪作品のファンであり、そのテイストを意識してストーリーを展開したため、「勧善懲悪に終わらない毒のあるストーリー」「ギャグやブラックユーモアも交えた展開」など、永井作品の特色は充分に生かされていた。「戦中族」を自認する辻によると、本作品は「中国大陸で脱走した日本兵が、娘を守って日本軍をやっつける話」とのことである。脱走した日本兵はいずれ処刑される運命であり、漫画版に劣らない悲惨な最期を迎えるであろうことが示唆されている。
物語はデーモン族との決着がつかぬまま終了し、約4か月後に公開された映画『マジンガーZ対デビルマン』においてその後もデーモン族と戦い続ける姿が描かれている。
籏野義文は『仮面ライダー』などの実写全盛の時代に、なかなか成功したと評している。

### 放送データ
NETでの放送について。
- 放送期間：1972年7月8日から1973年3月31日
- 放送回数：全39話（初放映では38話まで、再放送で39話を放送）
- 放送時間：毎週土曜日20時30分 - 20時56分（1972年10月以降は20時55分まで）
- 放送局：NET系列

キー局のNETおよび同時ネット局での放送時間が26分→25分であるため、放送時間が26→25分版と30分（遅れネット局および再放送）版が作られた（各バージョンの名称はDVDより）。その理由として、キー局（CMを含めて25分）と一部ローカル局（CMを含めて30分）の間での放送時間の相違に対応するため、正副主題歌と予告編のサイズが調整されたためである。時間が比較的短かったキー局と一部同時ネット局でEDが完全にカットされた一方で、遅れネット局を中心としたローカル局ではOPやED、さらに予告編が長めに設定されていた（ただし、キー局と25分版を放送した一部系列局でも再放送時には30分版が使われた）。このフォーマットは後年の『鋼鉄ジーグ』をはじめマグネロボシリーズ2作品にも引き継がれた。

### テレビアニメ版ストーリー
ヒマラヤの氷の中にいたデーモン族が復活し、魔王ゼノンの命令で人間界を滅ぼすために悪魔・デビルマンは不動明の体を乗っ取った。だが彼は、牧村家の娘・美樹を愛したことで、美樹を守るためにデーモン族と戦うことを決意する。

### テレビアニメ版の設定
漫画版では学生服を着用している不動明であるが、原作者の「不良っぽいヒーロー」像が児童番組では差し支えがあり、高校生ということを曖昧にするために私服を着用している。同原作者の漫画版で『マジンガーZ』や『ゲッターロボ』でも主人公たちは学生服を着用しているが、本作品と同様な事情で全て私服に変更されている。日常は明たちが通う名門（なかど）学園を舞台にしている。小中高一貫の学校であるため、美樹の弟・健作ら小学生たちもドラマに関わっている。永井の『キッカイくん』からのスピンオフキャラとして、アルフォンヌ、ポチ、轟が登場する一方、木刀政らに相当するキャラは登場しない。
毎回送られてくるデーモン族の刺客＝妖獣と戦うため、不動明は「ディヴィール（シナリオ表記より）」の掛け声とともにデビルマンに「変身」して戦う。当初、妖獣たちは裏切者であるデビルマンの粛清を主な目的とするが、物語中盤以降は、妖獣の行う無差別テロに牧村美樹らが巻き込まれ、明がそれに介入・阻止するのが基本フォーマットとなる。人間というものが理解できない、との発言も見られる。あくまでも主人公はデビルマンという名前のデーモン族であり、漫画版と異なりデビルマンは個人名である。不動明の意思はデビルマンに吸収されて消えているが、永井豪は「美樹への恋愛感情など、明の意思も生きてデビルマンの人格に影響している」と語っている。明＝デビルマンの目的は人類全体の守護ではなく、あくまで美樹個人とその関係者を守ることであり、人類への帰属意識は極めて薄い。美樹に影響がない限り、他の者への被害を積極的に食い止めようとは考えていないが、辻真先以外の者が脚本を担当した第5話などには若干の混乱が見られる（やはり辻真先以外の者が脚本を担当した第20話では、本来自分や美樹とは全く無関係な人間の救命のために、明の姿のまま危険を顧みず火災現場に身を投じて被災者救助を敢行、純粋に“人間”として人道的に行動する描写があるなど、結果的に、漫画版では明がデーモン族との過酷な闘いを経るうちに守るべき人類に失望して行ったのとは逆に、デビルマンが美樹個人を守るうちにその関係者も、ひいては人類愛と社会的意識に次第に目覚めてゆく姿がシリーズ中で描かれ、主題歌の歌詞にもあるようなテレビアニメのヒーロー像に本来ふさわしいものへと変化・成長してゆく流れとなった）。人間界に明の正体を知る者はなく、基本的に協力者はいない。後半はデーモン族を裏切った妖獣ララのみが、明の正体を知りつつコメディリリーフ的に協力している。テレビアニメ版はコメディ色を濃くして制作されたが、やはり「暗い」「残酷」という視聴者の反応が多かったため、ララのキャラクターが創作されたという。なお、これ以前にもデビルマンに好意的な妖獣（第12話のファイアム）は登場しているが、1話のみでレギュラーとはならなかった。また、映画『マジンガーZ対デビルマン』においては、マジンガーZの操縦者・兜甲児に正体を明かして共闘している。
- 最終回で妖獣ゴッドが明と美樹の絆を絶とうと、彼がデビルマンであることを暴露し目の前で変身させる。しかし美樹は、ゴッドが変身させたのだと言い返し、闘いが終わった後も怖くないのかと問われて「明君は明君だもん」と応えている。

漫画版で重要な役割を果たす妖獣シレーヌやサイコジェニーは、単なる単発の敵扱いとなっている。また、漫画版では「魔将軍ザン」は名前のみで姿を見せないが、魔将軍ザンニン、妖将軍ムザン、ゼノンと対等に近い地位にあるらしい妖元帥レイコックと、魔王ゼノンの配下の幹部が登場し、デビルマンに倒されるごとに交代している。なお、サタンについては一切言及されていない。漫画版ではデーモン族の本拠地は南極などの永久氷の中ではないかと言われてはいるものの不明である。一方、テレビ版ではヒマラヤと明示されている。
その他にも、
- 光線技などを使うたびに技の名前を叫ぶ。
- 人間時に受けた傷が、変身して巨大化すると数倍に広がり、苦痛が酷くなる。
- デビルマンのキャラクターデザインが、漫画版よりヒーロー的にされている。
- 漫画におけるデビルマンのデザインは、妖獣ゴッドのデザインに受け継がれている。
- 漫画版の飛鳥了に相当する氷村巌は、役割や正体が大きく異なっている。

など変更されている。

### デビルマンの超能力および格闘術
デビルマンの容姿は生物として描かれた漫画版よりも整ったフォルムでデザインされ、ベルトやショートパンツ状の衣服を配して、変身ヒーローらしさを強調している。等身大からの巨大化が可能で、基本的には相手の妖獣に合わせたサイズで応戦している。
デビルチョップ
手刀による打撃。主に妖獣への先制攻撃に使用される。
デビルキック
跳び蹴り。威力はデビルチョップ以上だが隙が大きいために、かわされることも多い。
デビルアイ
目からサーチライトのような光を発して相手を探索する。第37話などでは透視能力も見せている。
デビルイヤー
人間以上の聴力を持つ。第17話では不動明の姿でも使用。テーマソングでは「地獄耳」と表現。
デビルウイング
背中から出す飛行用の翼。その縁は強力な切断力を持つ。全身を覆い敵の攻撃を防ぐことも可能。もがれても再生可能。
デビルカッター
腹部のベルトのバックルから連発される、三日月型のカッター。切断能力も高いが無固形型や再生能力がある妖獣には効かない場合もある。
デビルアロー
頭部の角から発射して相手を粉砕する超音波。劇中では音波と言うより稲妻のように表現されている。
デビルビーム
デビルマンの全身から発射される強力な熱光線。両手を交差させエネルギーを蓄積し解除後に凄まじい熱線を放つ。映像上は電撃のように描かれることもある。決まり手として多くの妖獣を葬った。

### 登場人物（アニメ版）
「登場人物の漢字表記」及び「声優名」は「要出典」
主要人物
デビルマン / 不動明
声 - 田中亮一
牧村美樹
声 - 坂井すみ江
漫画版と比べても変更が少ない。
牧村家
牧村健作（タレちゃん）
声 - 山本圭子
ミキの弟で失禁癖がある小学生。そのことから「タレちゃん」と呼ばれるが本人は嫌がっていた。明を実の兄のように慕っている。
牧村耕作
声 - 鈴木泰明 / 北川国彦（第9話）
ミキとタレちゃんの父。考古学者で明の父の友人でもあった縁で明（デビルマン）を引き取った。
牧村夫人
声 - 佐久間夏生 / 吉田理保子（第34話）
ミキとタレちゃんの母。明に対しても分け隔て無く接し、将来は明とミキが結婚することを望んでいる。
名門学園（なかどがくえん）
明たちが通う学校。小学部から高等部まで一つの敷地にある。全員が私服で、バイク通学もOK。
アルフォンヌ先生（アルフォンヌ・ルイ・シュタインベック三世）
声 - 永井一郎
明とミキが通う高等部の教員。その素行にはかなり問題があり、ミキに言い寄ったり、既婚者でありながらアベックに嫉妬したりグラマラスな女性に目を奪われたり、電話ボックスをトイレ代わりにしたりと、気の向くままに行動している。しかしどことなく憎めない人物で、明を手のかかる不良生徒として扱いながら、割と親しく接している。コメディリリーフとしての出番は多く、専用BGMまで製作された。彼の意図なき行為が妖獣の撃破に貢献したこともある。
オンボロなアパートが住居。第10話では妻子が登場。第20話では妖獣ドランゴが変身した学園の転校生・友田に対して、その名が示すような貴族の出身で「学園の誇り」である旨がミキによって説明されている。
『マジンガーZ対デビルマン』にポチ校長と共に再登場している。
ポチ校長
声 - 八奈見乗児 / 田の中勇（第8話）
名門学園の校長。小柄で威厳は全くないがアルフォンヌの相方的存在で共にコメディリリーフであった。口癖は「せっかん、せっかん」。アルフォンヌとポチは、永井豪の初期ギャグマンガのヒット作『キッカイくん』のレギュラーキャラクターを設定変更して援用している。
轟紀世彦
声 - 北川国彦 / 大竹宏（第34話） / 山田俊司（第38話）
用務員。学園内の人物としては、やや常識がある人。容姿は『キッカイくん』における主人公の祖父・摩訶フユカイのものを流用している。
東大寺入郎
声 - 山田俊司
明のクラスメート。当初は名も無き眼鏡を掛けたガリ勉タイプであったが後半からはレギュラーとして定着する。暴力は嫌いで当初は明と衝突していた。チャコとは幼稚園からの幼馴染で相思相愛。
千夜子
声 - 坪井章子
ミキのクラスメート。名前は「チヤコ」だが、「チャコ」と呼ばれる。自宅は喫茶店「チャコ」。
桃山ミヨ（ミヨちゃん）
声 - 野村道子
タレちゃんのガールフレンドで少々ませている。牧村家の人々同様、妖獣の被害にあうことも多い。自宅では祖母がタバコ屋を営んでいる。
氷村巌（妖獣ヒムラー）
声 - 井上真樹夫
第5話 - 第14話に登場。漫画版の飛鳥了に酷似したキャラクター。名門学園への転入生で、何かにつけて不動明に挑発的な態度を取る。明と同様にオートバイを所持している。
その正体は妖獣ヒムラーで、明の監視と妖獣たちの援護が任務であった。明の関係者を利用することも度々あったが最期は妖獣ヒムラーとして魔将軍ザンニンと共にデビルマンに敗れた。飛鳥了とは異なり、幹部クラスでもない一妖獣で、正体は猫に似た頭部と蝙蝠型の身体を持つ。
ミルク先生
健作のクラスを受け持つ女性教師。グラマーで美人。女子レスリングの元全日本チャンピオンである。第4話と第10話などで登場。
デーモン
魔王ゼノン
声 - 柴田秀勝
デーモン族の長。本作品に関してはサタンは未登場で彼が最高権力者となっている。普段は蝙蝠のようなシルエットで登場するが、第10話では頭部に3面、胸部と腹部に2面、頭部に2本の角を持ち、全身を毛に覆われた正体を現した。
魔将軍ザンニン
声 - 増岡弘 / 中曽根雅夫（第12話 - 第14話）
第4話 - 第14話に登場。人間界征服とデビルマン討伐で後れをとっている魔王ゼノンが業を煮やして呼び寄せた初代幹部。性格は直情型。胸にある眼は反射板になっており、デビルビームをも跳ね返す。尻尾は鞭として使用。魔将軍と呼ばれているだけあって他の妖獣からも恐れられている。一方で彼を嫌う妖獣も少なくなく、ゼノンがザンニンの指揮下に入るよう命じると、露骨に不快感を示す妖獣もいた（ロクフェル、マーメイムなど）。デーモン族の拠点であったヒマラヤの地下でデビルマンと決戦に及び、戦死する。後に『マジンガーZ対デビルマン』で復活し、妖獣軍団の指揮を執った。
妖将軍ムザン
声 - 矢田耕司
第15話 - 第25話に登場。ザンニン亡き後、後任として登場した二代目幹部。ザンニンよりは部下を思いやる面もあるが自分に従順でない妖獣には容赦がない。多数の尻尾がある。肩書きは、当初はザンニンと同じ「魔将軍」だったが、第23話から「妖将軍」になっている。異次元空間をコントロールする能力を持ち、名門学園全体を異次元空間に封じてデビルマンと対決するが敗北した。
妖獣ララ
声 - 沢田和子
第26話〜36話に登場。頭が悪く他人の気持ちを読めない天然系の美少女。物質を変形させて別の物質を作り出す能力があり、自身の老婆のような崩れた顔も美少女に変形させている。戦闘力はほとんど無く頭も悪いため、妖獣たちからも軽視されていた。デビルマン＝明に愛されていると誤解し、デーモン族を裏切ることになる。その性格のため、明やミキたちを振り回すことも多かったが、明にとっては自分の正体を知る友人でもあり、結果的にデビルマンを援護することも多かった。妖獣マグドラーの火炎弾を浴びて炎上し、明の目の前で消滅した。
デビルマンに変身しマグドラーを倒した明に「死んじまって馬鹿なヤツだ。」とその死を悼まれるが魂となって現れ「私の馬鹿は死んだから治っちゃったのよ。」と返す。
妖元帥レイコック
声 - 里見京子
第27話〜35話に登場。三代目幹部で、ゼノンにデビルマン討伐の暁には新たな魔王となることを約束された女性デーモン族。普段は下半身が4つ足の半人半獣であるが、デビルマンとの直接対決で獣が燃え尽きて消滅するもドレス姿の人間の姿を現している。それまでの前任者より頭脳的な作戦を展開した。身にまとった衣服や装身具はすべて配下の妖獣（ジュエル、ミニヨン、ケネトス、ファイゼル、キルスキイ、ウエザース、アルロン）が化身したものである。配下の妖獣をすべてを倒された末、デビルマンに直接対決を挑み、自らの時間を操る能力でデビルマンを翻弄するが、命の源であるバックルを破壊されて敗北した。

### スタッフ
- 製作担当 - 江藤昌治、菅原吉郎
- 企画 - 有賀健、籏野義文(東映動画)
- 原作 - 永井豪
  - 前述の通り「原作漫画の作者」ではなく、基本設定およびキャラクターの原案を担当
- 音楽 - 三沢郷
- プロデューサー - 宮崎慎一
- 作画 - 清山滋崇、友永和秀、荒木伸吾、兼森義則、丹内司、白土武、小松原一男、伊東誠 他
- 撮影 - 菅谷正昭、高橋宏固、持田四郎、清水政夫、酒井寿一
- 編集 - 本山収、鳥羽亮一、花房三郎、花井正明、井関保雄
- 録音 - 波多野勲、高橋拓夫、荒川文雄、神原広己、山田一郎
- 記録 - 池田紀代子、中嶋晴代、的場節代、暁ふじ子
- 効果 - E&Mプランニングセンター
- 選曲 - 宮下滋
- 演出助手 - 奥西武、浦上昭人、小湊洋市、山口秀憲、大網郁夫、横田和喜、若宮清、山吉康夫、火巴明、伊賀秀美、佐野禎史、笠原静雄、堺和章、広川和之、佐々木正広
- 製作進行 - 久保田弘男、豊島勝義、菅原吉郎、館浩二、堤四四三、石崎由子、三沢徹夫、大辻平八郎、筒井芳三、伊賀章二、信弘、枡谷正彦、間野起也、岡吉広、坂井和章、川田武範、佐伯雅久、吉沢孝男
- 現像 - 東映化学
- キャラクターデザイン - 小松原一男
- オープニング・エンディングアニメーション
  - 演出 - 及部保雄 / 作画監督 - 小松原一男 / 美術 - 福本智雄
- 制作 - NET、東映

### 主題歌
オープニングテーマ「デビルマンの歌」 
作詞 - 阿久悠 / 作曲・編曲 - 三沢郷（編曲は映像では紹介していない。CD「COCC-72071」によるもの。） / 歌 - 十田敬三、ボーカル・ショップ（「ボーカル・ショップ」は映像では紹介していない。CD「COCC-72071」によるもの。）
キー局バージョンは1番のみ、ローカル局バージョンは1番と2番。
エンディングテーマ「今日も何処かでデビルマン」 
作詞 - 阿久悠 / 作曲 - 都倉俊一 / 編曲 - 青木望 （編曲は映像では紹介していない。CD「COCC-72071」によるもの。）/ 歌 - 十田敬三
エンディングはローカル局バージョンのみにある。1話から12話は1番のみ、第13話から1番と2番。

### 各話リスト
- 放送日はNETでのもの。
- 登場妖獣はデビルマンと対決した妖獣のみとする（「リタ」「ファイアム」を除く）。
- 1972年7月22日は『プロ野球オールスターゲーム第1戦』放送のため休止。
- 「登場妖獣の声優名」と「視聴率」は「要出典」。

| 話数   | 放送日        | サブタイトル                  | 脚本     | 演出       | 作画監督   | 美術     | 登場妖獣（声）                                                              | 視聴率 |
| ------ | ------------- | ----------------------------- | -------- | ---------- | ---------- | -------- | --------------------------------------------------------------------------- | ------ |
| 第1話  | 1972年 7月8日 | 悪魔族復活                    | 辻真先   | 勝間田具治 | 小松原一男 | 福本智雄 | - フェイラス（永井一郎） - ダルミ（北川国彦） - ヘンゲ（滝口順平）          | 06.6%  |
| 第2話  | 7月15日       | 妖獣シレーヌ                  | 辻真先   | 明比正行   | 白土武     | 浦田又治 | - シレーヌ（北浜晴子）                                                      | 07.8%  |
| 第3話  | 7月29日       | 妖獣ゲルゲ                    | 山崎忠昭 | 白根徳重   | 森利夫     | 福本智雄 | - ゲルゲ（富田耕生）                                                        | 08.0%  |
| 第4話  | 8月5日        | 魔将軍ザンニン                | 辻真先   | 西沢信孝   | 荒木伸吾   | 遠藤重義 | - ベトラ（神山卓三）                                                        | 08.6%  |
| 第5話  | 8月12日       | 眠れる美女 ゾルドバ           | 高久進   | 設楽博     | 白土武     | 秦秀信   | - ゾルドバ（津田まり子） - リタ（野村道子）                                 | 09.6%  |
| 第6話  | 8月19日       | ロクフェルの首                | 辻真先   | 新田義方   | 森利夫     | 遠藤重義 | - ロクフェル（はせさん治）                                                  | 07.3%  |
| 第7話  | 8月26日       | 恐怖の人形使い ズール         | 辻真先   | 鈴木実     | 小松原一男 | 土田勇   | - ロクフェル（第6話とは声が違う） - ズール（永井一郎） - アビル（野田圭一） | 10.0%  |
| 第8話  | 9月2日        | イヤモンとバウウ              | 辻真先   | 鈴木実     | 中村一夫   | 福本智雄 | - イヤモン（野村道子） - バウウ（大宮悌二）                                 | 10.4%  |
| 第9話  | 9月9日        | 脳波妖獣ゴンドローマ          | 辻真先   | 鈴木実     | 白土武     | 横井三郎 | - ゴンドローマ（辻村真人）                                                  | 11.5%  |
| 第10話 | 9月16日       | 妖獣ガンデェ 眼が歩く         | 辻真先   | 鈴木実     | 落合正宗   | 福本智雄 | - ガンデェ（鈴木泰明） - ガンダガン（田の中勇） - ガンダー（つかせのりこ）  | 11.5%  |
| 第11話 | 9月23日       | 真紅の妖花 ラフレール         | 辻真先   | 鈴木実     | 津乃一     | 横井三郎 | - ラフレール（里見京子）                                                    | 13.4%  |
| 第12話 | 9月30日       | 火焔妖獣ファイアム            | 辻真先   | 鈴木実     | 森利夫     | 福本智雄 | - ファイアム（増山江威子） - ザンニン（中曽根雅夫） - アギュラー            | 14.0%  |
| 第13話 | 10月7日       | 誇り高きマーメイム            | 辻真先   | 鈴木実     | 小松原一男 | 辻忠直   | - マーメイム（平井道子）                                                    | 14.0%  |
| 第14話 | 10月14日      | 氷の国への挑戦                | 辻真先   | 鈴木実     | 邦原真琴   | 浦田又治 | - ザンニン（中曽根雅夫） - ヒムラー（井上真樹夫）                           | 11.9%  |
| 第15話 | 10月21日      | 妖獣エバイン 千本の腕         | 辻真先   | 落合正宗   | 尼寺一美   | 福本智雄 | - エバイン（来宮良子）                                                      | 13.5%  |
| 第16話 | 10月28日      | 闇に住む 妖獣ジェニー         | 辻真先   | 山口秀憲   | 森利夫     | 秦秀信   | - サイコジェニー（武藤礼子）                                                | 14.3%  |
| 第17話 | 11月4日       | 切手妖獣ダゴン                | 辻真先   | 白土武     | 白土武     | 秦秀信   | - ダゴン（加藤修）                                                          | 13.5%  |
| 第18話 | 11月11日      | 銀色の魔矢子                  | 辻真先   | 佐々木正広 | 小松原一男 | 秦秀信   | - メグ（上田みゆき）                                                        | 12.2%  |
| 第19話 | 11月18日      | 妖獣アダル 人形作戦           | 辻真先   | 白土武     | 白土武     | 秦秀信   | - アダル（増岡弘）                                                          | 11.5%  |
| 第20話 | 11月25日      | さらば妖獣ドランゴ            | 安藤豊弘 | 山口秀憲   | 森利夫     | 勝又激   | - ドランゴ（野島昭生）                                                      | 13.1%  |
| 第21話 | 12月2日       | 妖獣ドローは人間が好き        | 辻真先   | 佐々木正広 | 小松原一男 | 秦秀信   | - ドロー（滝口順平）                                                        | 14.6%  |
| 第22話 | 12月9日       | 妖獣ムガール 幻影の魔術師     | 辻真先   | 落合正宗   | 尼寺一美   | 横井三郎 | - ムガール（今西正男）                                                      | 14.0%  |
| 第23話 | 12月16日      | 妖獣ベラ チベットの怪         | 辻真先   | 白土武     | 白土武     | 秦秀信   | - ベラ（増山江威子）                                                        | 13.3%  |
| 第24話 | 12月23日      | 妖獣ジャコン 生きている幽霊   | 辻真先   | 山口秀憲   | 森利夫     | 勝又激   | - ジャコン（小林清志）                                                      | 14.0%  |
| 第25話 | 12月30日      | 妖将軍ムザン 学園大襲撃       | 辻真先   | 勝間田具治 | 小松原一男 | 秦秀信   | - ムザン（矢田耕司） - 名称不明の巨大生物                                   | 12.7%  |
| 第26話 | 1973年 1月6日 | 白銀の妖獣ララ                | 辻真先   | 高見義雄   | 白土武     | 秦秀信   | - ドド（神山卓三）                                                          | 11.6%  |
| 第27話 | 1月13日       | 妖獣ジュエル 果てなき欲望     | 辻真先   | 白根徳重   | 落合正宗   | 秦秀信   | - ジュエル（野田圭一）                                                      | 15.5%  |
| 第28話 | 1月20日       | 妖獣ミニヨン 悪魔のペンダント | 辻真先   | 明比正行   | 高倉建夫   | 下川忠海 | - ミニヨン（大竹宏）                                                        | 12.0%  |
| 第29話 | 1月27日       | 妖獣ケネトス 謎のネックレス   | 辻真先   | 小湊洋市   | 白土武     | 秦秀信   | - ケネトス（渡部猛）                                                        | 12.6%  |
| 第30話 | 2月3日        | 妖獣ファイゼル 影に狂う       | 辻真先   | 山口秀憲   | 森利夫     | 勝又激   | - ファイゼル（青野武）                                                      | 12.0%  |
| 第31話 | 2月10日       | 妖獣キルスキイ 真紅の旋風     | 辻真先   | 佐々木正広 | 小松原一男 | 秦秀信   | - キルスキイ（雨森雅司）                                                    | 13.4%  |
| 第32話 | 2月17日       | 妖獣オーロラ 輝く牢獄         | 辻真先   | 白土武     | 白土武     | 秦秀信   | - オーロラ（松島みのり）                                                    | 11.5%  |
| 第33話 | 2月24日       | 妖獣ウエザース 太陽の反乱     | 辻真先   | 落合正宗   | 尼寺一美   | 秦秀信   | - ウエザース（加藤精三）                                                    | 10.5%  |
| 第34話 | 3月3日        | 妖獣アルロン 恐怖のマキシ     | 辻真先   | 明比正行   | 高倉建夫   | 勝又激   | - アルロン（渋沢詩子）                                                      | 11.2%  |
| 第35話 | 3月10日       | 妖元帥レイコック 凍れる学園   | 辻真先   | 勝間田具治 | 白土武     | 秦秀信   | - レイコック（里見京子）                                                    | 10.6%  |
| 第36話 | 3月17日       | 妖獣マグドラー 空飛ぶ熔岩     | 辻真先   | 山口秀憲   | 森利夫     | 下川忠海 | - マグドラー（神山卓三）                                                    | 11.2%  |
| 第37話 | 3月24日       | 妖獣ウッドドウ 怒れる緑       | 辻真先   | 勝間田具治 | 小松原一男 | 下川忠海 | - ウッドドウ（今西正男）                                                    | 09.5%  |
| 第38話 | 3月31日       | 妖獣ドリムーン 月は地獄だ     | 辻真先   | 白根徳重   | 白土武     | 下川忠海 | - ドリムーン（大塚周夫）                                                    | 10.0%  |
| 第39話 | [ 注 22 ]     | 妖獣ゴッド 神の奇蹟           | 辻真先   | 小湊洋市   | 白土武     | 下川忠海 | - ゴッド（野田圭一）                                                        | -      |

### 放送局
※★ → 同時ネット
- NET：土曜 20:30 - 20:56 → 土曜 20:30 - 20:55
- 北海道テレビ
- ★青森テレビ：土曜 20:30 - 20:56 → 土曜 20:30 - 20:55[53]
- テレビ岩手：木曜 17:30 - 18:00（1973年3月まで） → 木曜 18:00 - 18:30（1973年4月より） [54]
- 秋田放送：木曜 17:00 - 17:30[55]
- 山形テレビ：火曜 18:00 - 18:30[56]
- 宮城テレビ：土曜 16:40 - 17:10[57]
- 福島中央テレビ：月曜 - 金曜 16:05 - 16:30[58]
- ★新潟総合テレビ：土曜 20:30 - 20:55[59]
- 北日本放送：水曜 16:55 - 17:20[60]
- 北陸放送：月曜 - 木曜 17:25 - 17:55[61]
- 福井放送：火曜 17:00 - 17:30[62]
- 長野放送：日曜 10:00 - 10:30[63]
- テレビ山梨：火曜 18:00 - 18:30[64]
- 静岡放送
- 名古屋テレビ：木曜 20:30 - 20:56[注 23]（1972年7月13日 - 9月28日） → ★土曜 20:30 - 20:55（1972年10月7日 - 1973年3月31日）[65]
- ★毎日放送 最終回時点では土曜 20:30 - 20:55[66]（腸捻転解消後の再放送は毎日放送と入れ替わりでNET系列局となった朝日放送[67]や、読売テレビなど系列外局でも実施された[注 24]。また毎日放送でもTBS系移行後に深夜枠の『ヒーローは眠らない』で再放送したことがある）
- 日本海テレビ：日曜 12:15 - 12:45[68]
- 岡山放送：火曜 18:00 - 18:30[69]
- ★広島ホームテレビ：土曜 20:30 - 20:56[70] → 土曜 20:30 - 20:55
- テレビ山口：水曜 18:00 - 18:30[71]
- ★瀬戸内海放送：土曜 20:30 - 20:56 → 土曜 20:30 - 20:55[69]
- テレビ高知
- ★九州朝日放送：土曜 20:30 - 20:56[70] → 土曜 20:30 - 20:55
- 長崎放送
- 熊本放送：水曜 19:30 - 20:00[72]
- ★テレビ大分：土曜 20:30 - 20:56 → 土曜 20:30 - 20:55[73]
- テレビ宮崎：水曜 17:00 - 17:30
- 沖縄テレビ：金曜 19:00 - 19:30[74]

### 映像ソフト化
- 1993年4月25日から1994年4月21日にかけてLDが東映ビデオより発売。全5巻の各2枚組で各巻8話（Vol.5のみ7話）収録。
- 1999年8月6日から11月12日にかけてビデオ（VHS、セル・レンタル共通）が東映ビデオより発売。全13巻で各巻3話収録。
- 2002年9月21日にDVD-BOXが東映ビデオより発売。
- 2004年4月21日から6月21日にかけて単巻のDVDが東映ビデオより発売。全3巻の各2枚組で各巻13話収録。
- 2015年10月7日にBlu-rayBOXが東映ビデオより発売。それまでの映像ソフトには収録される機会がなかったと言われていた関係者向けに制作された宣伝用のパイロットフィルムが初収録となる。

### ソノラマエース パピイシリーズ
ドラマ - 妖鳥シレーヌ夫人
ソノシートのための録り下ろしドラマ。テレビアニメの第二話がベース。

### ネット配信
- 2017年3月より、YouTube「東映アニメーションミュージアム公式チャンネル」から第1話のみが常時無料配信されている。
- 2022年1月10日から同年10月15日まで、アニメ放送開始50周年を記念して、毎週月曜日に1話ずつ期間限定無料配信された。この間、先述の第1話常時配信は中断となる。
  - いずれも配信フォーマットはローカル局バージョンを使用している。

### 前後番組
| NET系列 土曜20:30 - 20:55枠                                      | NET系列 土曜20:30 - 20:55枠                  | NET系列 土曜20:30 - 20:55枠                                     |
| 前番組                                                           | 番組名                                       | 次番組                                                          |
| ---------------------------------------------------------------- | -------------------------------------------- | --------------------------------------------------------------- |
| うなぎのぼり鯉のぼり （1972年4月8日 - 7月1日） （20:00 - 20:56） | デビルマン （1972年7月8日 - 1973年3月31日）  | ミクロイドS （1973年4月7日 - 10月6日）                          |
| NET系列 土曜20:55 - 20:56枠                                      |                                              |                                                                 |
| うなぎのぼり鯉のぼり （20:00 - 20:56）                           | デビルマン （1972年10月から1分縮小して継続） | ANNニュース （20:55 - 21:00） （1972年10月から1分拡大して継続） |

## OVA

### 誕生編・妖鳥死麗濡編
- 『デビルマン 誕生編』 1987年11月1日発売。キングレコード
- 『デビルマン 妖鳥死麗濡編』 1990年2月25日発売。バンダイビジュアル
- 『デビルマン OVA COLLECTION』 2003年3月28日発売。バンダイビジュアル
- 『デビルマン OVA COLLECTION』(Blu-ray) 2012年12月21日発売。バンダイビジュアル

テレビアニメ版とは違い、永井の漫画の展開に比較的忠実なOVAが講談社を中心として製作、発売された。デビルマン誕生までを描いた『誕生編』、妖鳥シレーヌおよび魔獣ジンメンとの戦いを描いた『妖鳥死麗濡編』の2本が発売された。テレビアニメ版も担当した小松原一男がキャラクターデザインを担当している。完結篇「アーマゲドン編」（ハルマゲドン編）も企画され、OVAとしては破格の1億2千万円の予算まで用意されたが、監督がその予算に納得せず、発売が告知されていたが実現に至らなかった。番外編として同一スタッフによる『CBキャラ 永井豪ワールド（ちびきゃら ながいごう わーるど）』「オレは悪魔だ デビルマン!」なども製作されている。2003年になってバンダイビジュアルより「誕生編」「妖鳥死麗濡編」がセットとなった「OVA COLLECTION」（DVD）が発売されている。 2012年には、「誕生編」「妖鳥死麗濡編」がセットとともに、音声特典として音響劇「デビルマン・アーマゲドン編」（1998年10月に発売されたCD『デビルマン伝説』に収録、デビルマン軍団とサタン率いるデーモン軍団の最終決戦を描く）が収録されたBlu-rayが発売されている。
声の出演
- 不動明 - 速水奨
- 飛鳥了 - 水島裕
- 牧村美樹 - 澄川真琴（高野槇じゅん）
- 不動礼次郎 - 津嘉山正種（誕生編のみ）
- 不動須弥子 - 池田昌子
- 飛鳥教授 - 寺島幹夫（誕生編のみ）
- 木刀政 - 玄田哲章（誕生編のみ）
- チェーン万次郎 - 内田直哉（誕生編のみ）
- ドス六 - 亀山助清（誕生編のみ）
- タレちゃん - 鈴木みえ（妖鳥死麗濡編のみ）
- シレーヌ - 榊原良子（妖鳥死麗濡編のみ）
- ジンメン - 青野武（妖鳥死麗濡編のみ）
- カイム - 石塚運昇（妖鳥死麗濡編のみ）
- ゲルマー - 立木文彦（妖鳥死麗濡編のみ）
- アグウェル - 中嶋聡彦（妖鳥死麗濡編のみ）

スタッフ
- 原作・総指揮 - 永井豪
- 監督 - 飯田つとむ
- 脚本 - 永井豪、飯田つとむ
- キャラクターデザイン - 小松原一男
- 作画監督 - 小松原一男（妖鳥死麗濡編）、安藤正浩
- 美術監督 - 椋尾篁（誕生編）、宮前光春（妖鳥死麗濡編）、海老沢一男（妖鳥死麗濡編）
- 色指定 - 保田道世（誕生編）、西表美智代（妖鳥死麗濡編）
- 原画 - 金田伊功、鍋島修、松原京子、小松原一男、遠藤正明他
- 撮影監督 - 玉川芳行
- 編集 - 瀬山武司
- 音響監督 - 山田悦司（誕生編）
- 録音監督 - 千葉繁（妖鳥死麗濡編）
- 音楽 - 川井憲次
- 音楽制作 - キングレコード
- プロデューサー - 田中利雄、鈴木良平、長谷川勝彦（誕生編）、村田耕一（誕生編）、末吉博彦（妖鳥死麗濡編）
- アニメーション制作 - オープロダクション
- 製作 - 講談社、キングレコード（誕生編）、バンダイ（妖鳥死麗濡編）

挿入歌
「LIGHT IT UP」
作詞：坂本英三 / 作曲：福田洋也 / 歌・編曲：ANTHEM
「SHOW MUST GO ON!」
作詞：坂本英三 / 作曲：柴田直人 / 歌・編曲：ANTHEM

### AMON デビルマン黙示録
『AMON デビルマン黙示録』（アモン デビルマンもくしろく）は、SPE・ビジュアルワークス（現・アニプレックス）製作のOVA作品。2000年5月24日発売。前述のOVA作品と同様に永井の漫画版に基づくことを前面に押し出しており、漫画版にはなかったアモンとデビルマンが対峙する「勇者アモンの黙示録」が初めて描かれた。DVD裏面にはPlayStation 2を思わせる「暴力や出血など過度に恐怖感を煽る表現」を喚起する注意書きが記載されている。
物語は序盤から人間が悪魔狩りを行うシーンから始まり、飛鳥による不動＝デビルマンを公表したことで、牧村家に暴徒が押し寄せ美樹とタレちゃんが惨殺されてしまう。セーロスを筆頭としたデーモン軍と、明、ミーコ、ユミ（オリジナルキャラクター）らのデビルマン軍団による闘いの中、明の中にいるアモンが目覚め、圧倒的な強さからセーロスなどを蹴散らす。サタン（飛鳥）と再会したアモンだったが、まだ不動明の意志が死んでいないことで、不動明の精神の中、アモンとデビルマンが対決する。
声の出演
- 不動明（デビルマン） - 武田真治
- 飛鳥了（サタン） - 関智一
- 牧村美樹 - 榎本温子
- セーロス - 矢尾一樹
- ミーコ - 田中理恵
- ユミ - 川上とも子
- タレちゃん - くまいもとこ
- サイコジェニー - 斎賀みつき
- ズーボォ - 鈴置洋孝
- アモン - 大塚明夫

スタッフ
- 原作 - 永井豪
- 企画 - 白川隆三、永井謙次
- 総監修 - 芦田豊雄
- 監督 - 竹下健一
- 脚本 - 早坂律子
- 脚本協力 - 佐藤大、志茂文彦
- 絵コンテ - 竹下健一、竹内浩志
- キャラクターデザイン - 神志那弘志
- クリーチャーデザイン - 韮沢靖
- 作画監督 - 神志那弘志、竹内浩志
- 美術監督 - 吉崎正樹
- 色彩設計 - 江夏由結
- 撮影監督 - 白井久男
- 編集 - 関一彦
- 音響演出 - はたしょうじ
- 音楽監督 - 児玉隆
- 音楽 - 小林武史&MANGAHEAD
- プロデューサー - 藤本昌俊、徳原八州、菊地忠昭、水野さつき
- アニメーションプロデューサー - 芦田豊雄、酒井明雄
- アニメーション制作 - スタジオライブ
- 製作 - SPE・ビジュアルワークス

主題歌
エンディングテーマ「目のまえのつづき」
作詞・作曲 - 国府達矢 / 歌- MANGAHEAD

## その他のアニメ作品
CBキャラ 永井豪ワールド
1990年発売。永井豪原作のキャラクターたちをSD化したアニメーション。
サイボーグ009VSデビルマン
2015年に劇場限定公開。サイボーグ009とのクロスオーバー作品。
DEVILMAN crybaby
2018年にNetflixで配信。漫画版をオリジナル解釈を含みつつ、最初から最後まで映像化した作品。

## その他のメディア

### ドラマCD
『デビルマン伝説』
未完に終わったOVA版を引き継ぐ形で、1998年10月21日にCD「デビルマン伝説」がファーストスマイルエンターテイメントより発売された。物語の結末であるアーマゲドン編がOVA版と同一の速水奨、水島裕の主演でCDドラマ化されている。なお、牧村美樹については高野槇じゅんが引退したため、三石琴乃に変更され、ゼノンには堀勝之祐がキャスティングされた。脚本は瀧晃一、音楽は蓜島邦明が担当した。主題歌はテレビ版主題歌の「デビルマンのうた」と「今日もどこかでデビルマン」を水木一郎がカバーしたものが使用されている。なお、本ディスクは当該ドラマだけでなく、永井豪の他作品『バイオレンスジャック』や『手天童子』などのイメージ音楽もあわせて収録されている。後にドラマパートは2002年2月20日発売の『永井豪ヒーロー伝説 音響劇 DEVILMAN アーマゲドン編』にそのまま再録されている。

### 映画
『マジンガーZ対デビルマン』（1973年）
東映まんがまつりの1作。
『DEVILMAN』（2004年、東映）
初の実写映画。漫画版の世界観を踏襲しているが、一部設定が異なる。酷評が集まり「文春きいちご賞」（週刊文春主催の映画賞。ゴールデンラズベリー賞の日本版的な賞）を受賞。
実写とアニメを融合した新技術「T-VISUAL」を使用してデーモンを表している。

### 演劇
『デビルマン 〜不動を待ちながら〜』
デビルマンを基にした演劇作品。1991年6月に初公演され、以降、1996年6月に再演、2002年3月と6月に改訂版を公演、2006年には2チームによるダブルキャスティングで再演されている。漫画版終盤の悪魔狩りシーン（第五集黙示録編126-141ページまでの15ページ）をベースにしたオリジナルシナリオで、漫画版からは牧村美樹以外登場しない。また、2010年7月に再演された。
出演キャラクター
- 雨竜ハジメ
- 大郷リョウ
- 柴咲ヤマト
- 城野アツシ
- 泉ジュンヤ
- 湖浜ミナモ
- 荒野バク
- 刈島ゴン
- 植木ススム
- 植木ユカリ
- 白石エリカ
- 北浦ヒトミ
- 早川マチコ
- 月野シグレ
- 牧村美樹

スタッフ
- 作 - じんのひろあき
- 脚色・演出 - 宇治川まさなり
- 企画 - 山田とゐち
- 制作 - オフィス・ホットロード

### 小説
永井豪の実兄永井泰宇が漫画版をノベライズしたもの。主人公・明の父母に不動礼次郎・須弥子の名が与えられていたり、アモンのかつての恋人でありシレーヌの妹であるイフェメラが登場したり、木刀政たち不良グループが終盤出てこず、代わりに牧村家襲撃のくだりではデビルマン化した礼次郎の助手（変身能力としては腕が斧状に変身する）が戦ったり、漫画ではほとんど描かれなかったハルマゲドンの描写にページを割いたり、原作にない（あるいは原作を補完する）設定や描写が多々なされている。設定やストーリー展開の一部はOVA版などにも取り入れられている。
- 『真・デビルマン』ソノラマ文庫（朝日ソノラマ）（1981年）全4巻
- 『新ビデオ小説 デビルマン 誕生編』講談社X文庫（講談社）（1987年）全1巻
- 『デビルマン THE NOVEL』電撃文庫（角川書店）（1999年）全4巻

### ゲーム
『デビルマン』（ファミリーコンピュータ、1989年、ナムコ）
漫画版がベースのアクションゲーム。不動明とデビルマンの姿を切り替えながら進む。途中襲われている人間を助けるか否かを選択する場面があり、見捨てると「HUMANゲージ」が減少する。このゲージがゼロになるとゲームオーバー。また、エンディング分岐にも影響することもある。さらにデビルマン（明）のみならず美樹やドス六なども操作可能である（そのため、生身の人間がデーモンと互角に渡り合うという展開も）。本作品はマルチエンディングであり、途中にいくつかのバッドエンドも用意されている。また、ラスボスに勝った場合と負けた場合でもエンディングは2通りある。原作基準の結末もある一方で、人類を救い、サタンを倒したデビルマンが神々と対峙するといった原作とは正反対の結末も用意されている。
『デビルマン』（プレイステーション、2000年、バンダイ）
アクションアドベンチャー。ストーリーは漫画版をベースにしているが、クリア後にはデビルマンがアニメ仕様になる（同時にデビルマン〈明〉・美樹・タレちゃんのボイスもアニメ仕様になる）などといった隠しモードが搭載されている。
キャスト
- 不動明 / デビルマン - 三木眞一郎、田中亮一（隠しモード）
- 飛鳥了 - 古澤徹
- 牧村美樹 - 山田美穂、坂井寿美江（隠しモード）
- タレちゃん - 瀧本富士子、山本圭子（隠しモード）
- サッちゃん - 柚木涼香
- ススム - 津村まこと
- ススムの母親 - 幸田夏穂
- アグウェル - 高瀬右光
- ゲルマー、ザン - 山野井仁
- ジンメン - 中博史
- シレーヌ - 田中敦子
- カイム - 星野充昭

『悪魔雀〜デビルマージャン〜』（Microsoft Windows、2001年、オーツー）
麻雀ゲーム。テレビ版のオープニングとエンディングの主題歌を影山ヒロノブがカバーしている。
キャスト
- 不動明 / デビルマン - 三木眞一郎
- 飛鳥了 / サタン - かかずゆみ
- 牧村美樹 - かないみか
- タレちゃん - 小林由美子
- シレーヌ - 川上とも子
- カイム、ジンメン、アグウェル - 山崎たくみ
- ゲルマー、ザン - 鈴木琢磨
- ジンメン - 中博史
- ゼノン - 三木眞一郎、山崎たくみ、鈴木琢磨、かないみか

『デビルマン〜最終戦争前夜〜』（iアプリ、2001年、バンダイネットワークス）
シミュレーションゲーム。プレーヤーがデビルマン軍団の一員に扮して敵のデーモンと戦う。

『デビルマン』（Mobage、2012年、ファンクリック）
ソーシャル・カードゲーム。悪魔との無差別合体による影響でデビルマンとなったプレイヤーは、原作に登場する様々な凶悪デーモンを倒してパーツを吸収し、5000億通りの組み合わせから最強デビルマンを目指す。

### パチンコ
CRデビルマン
2002年12月導入。
CRデビルマン倶楽部
2003年5月導入。
CRデビルマン 〜悪魔聖戦〜
2009年3月導入。
CRデビルマン倶楽部2
2009年6月導入。ニューギンよりリリース。
CRデビルマン 〜覚醒めし悪魔人間〜
2015年4月導入。EXCITEよりリリース。
Pデビルマン 〜疾風迅雷〜
2021年9月導入。ニューギンよりリリース。
キャスト
- 不動明 / デビルマン / ゴールドデビルマン - 小野友樹
- 飛鳥了 - 清里孝也
- 牧村美樹 - 悠木碧
- アマイモン - 釘宮理恵
- 妖鳥シレーヌ - 伊藤静
- 時元神 ダンテ - 甲斐田裕子
- 悪魔王ゼノン - 一条和矢
- 冥主 ガイゴウ - 黒田崇矢

Pデビルマン 黄金黙示録
2023年8月導入。ニューギンよりリリース。
Pデビルマン THE FINAL
2025年2月導入。ニューギンよりリリース。

### パチスロ
『デビルマン』
2005年、エレコ（販売はアルゼ）よりリリース。パチスロ機（第5号基準機）。
15インチ大型液晶でCGアニメがゲームと連動して映し出される。ストーリー展開とキャラクターは漫画版に準拠しながら、音楽や声優、演出はテレビアニメ版を再現しているという、漫画版とテレビアニメ版の折衷の姿をした、デビルマン史上でも珍しいメディア展開商品。
テレビアニメ版で明を演じた田中亮一がゲーム中の明の声を担当し、漫画版の明がテレビアニメ版のように「デビール」のかけ声で変身し、デビルアローやデビルキックなどテレビアニメ版のみで見られた技を繰り出す。また飛鳥了とシレーヌはOVA版でそれぞれ声を担当した水島裕、榊原良子を起用する一方、最終ボスである魔王ゼノンはテレビアニメ版の柴田秀勝を起用している。
ボーナスゲーム後に派生する、いわゆるリプレイタイム中に、特別ステージである永久氷原に移行すると魔王ゼノンとのボスバトルに発展。さらにゼノンに勝利できると、確率は低いが漫画に沿った形で飛鳥了が正体（魔神サタン）を現すプレミアバトルに発展することがあり、勝利出来れば漫画版のラストシーンを再現したエンディングとなる。
大当たり中のBGMは揃えた目によって音楽が変わるが、特定の条件をクリアすると水木一郎が歌うアニメ版主題歌、エンディングが流れる。
小役とボーナスの同時抽選機能（重複フラグ）を備えた、業界で初めての機体であり、特定の小役を揃えた時点で大当たりが内部で当選していると、時間差で大当たりへと移行する。
バトルリーチは「デーモンからの脱出（飛鳥了がデーモンから車で逃げる演出）」「美樹を救え（ゲルマー、アグウェル戦）」「妖鳥シレーヌ戦」「魔獣ジンメン戦」「妖虫ラズパ戦」「魔王ゼノン戦」、そしてプレミアである「大魔神サタン戦」。リプレイタイムであるデビルゲーム中に再度大当たりを引き戻すことで大当たりをループさせることが可能だが、出メダルを全般的に押さえた5号機であるため、実際の連チャン確率はやや低めに設定されている。
『デビルマンII 悪魔復活』
2010年8月、エレコ（販売はユニバーサルエンターテインメント）よりリリース。パチスロ機（第5号基準機）。
『デビルマンIII -悪魔ノ黙示録-』
2015年11月、エレコ（販売はユニバーサルエンターテインメント）よりリリース。パチスロ機（第5号基準機）。

## 派生漫画作品
永井豪による作品
- バイオレンスジャック（1973年 - 1990年、週刊少年マガジン・週刊漫画ゴラク他）
当初『デビルマン』とのつながりは示唆されず、徐々に永井豪作品のキャラクターが設定を変えて登場する作品へと変化した。その流れで、最終的に「全編が、漫画版『デビルマン』の後日談だった」というストーリーへと移行し、終結した。
- 新デビルマン（1979年、1980年、1981年、増刊少年マガジン）
歴史を改変しようとするデーモンを倒すため、明と了が時空を超えて過去の世界で戦うサイドストーリー。アドルフ・ヒトラー、ジャンヌ・ダルク、マリー・アントワネット、カスター将軍などが登場する。単行本全1巻が発売されたが、豪華愛蔵版・改訂版では本編の一部として収録されている。
- DEVILMAN（1980年、バラエティ）
明による美樹（の首）の埋葬と、了との決別を描いたセリフなしの短編。『新デビルマン』の単行本の巻末に収録され、愛蔵版・改訂版では本編の一部として収録されている。
- デビルマンレディー（1997年 - 2000年、週刊モーニング）
「『デビルマン』という漫画が広く知られている世界の出来事」として始まったが、中盤から『デビルマン』本編とリンクしていった。
アニメ化もされたが、原作とは異なった解釈の物語である。
- デビルマン対ゲッターロボ（2010年、チャンピオンRED）
『ゲッターロボ』との共演で、不動明がゲッターチームと協力して、シレーヌが率いるデーモン軍と恐竜帝国の連合軍と戦う。
- デビルマンサーガ（2014年 - 2020年、ビッグコミック）
ロボット技術の平和利用を目指す科学者・不動勇希が、軍事企業ル・ファール社に招聘される。そこで見た物は超古代の遺跡から発掘された謎の壁画、そして「悪魔の鎧（デーモンアーマー）」と呼ばれるオーパーツだった。

他の作家による作品
- 蛭田充版『デビルマン』（秋田書店『冒険王』1972年8月号から1973年6月号連載、1972年夏増刊号1973年正月増刊号掲載、『別冊冒険王』1972年夏号から1973年春号連載） 
テレビアニメ版に準拠した漫画。ただし、「不動明（人間）の意識がデビルマン（悪魔）を取り込み、デーモンと戦う」という、テレビアニメ版とは正反対の前提条件でストーリーが展開する。
  - SUNDAY COMICS版（1972年、秋田書店）
  - N COMICS版（1976年、永岡書店）
  - STAR COMICS版（1986年、大都社）
  - St COMICS版（1998年、大都社）
  - AKITA TOP COMICS WIDE版（2004年、秋田書店）

- 風子瞳（五十子勝）版『デビルマン』（講談社『テレビマガジン』『たのしい幼稚園』掲載）。
テレビアニメ版に準拠した漫画。
- デビルマン戦団（井上大助、1987年、1988年、講談社『スーパーボンボン』連載）
宇宙の超生命体Dマンと立花竜が融合し、デビルマンバリーとなって宇宙人と戦うオリジナルストーリー。
- オレは悪魔だデビルマンくん（槙村ただし、1991年、小学館『月刊コロコロコミック』掲載）。
デビルマンを中心に永井豪作品のキャラクターが大勢登場するギャグ漫画。
単独の単行本化はされず、同著者の『ジャンジャジャ〜ン ボスボロットだい』単行本に併録された。
- 闘神デビルマン（岩本佳浩、1998年、講談社『コミックボンボン』連載）
テレビアニメ版を軸に漫画版の要素を取り込んだアレンジ作品。
- ネオデビルマン（1999年、2000年、講談社）
複数の作家による、オムニバス形式のサイドストーリー集。永井豪自身の他、萩原玲二、江川達也、寺田克也、石川賢、ヒロモト森一、岩明均、永野のりこ、高寺彰彦、夢野一子、三山のぼる、とり・みき、風忍、田島昭宇、神崎将臣、安彦良和、黒田硫黄が参加した。
- AMON デビルマン黙示録（2000年 - 2003年、講談社『マガジンZ』連載。全6巻）
衣谷遊による漫画版のif的な作品。牧村美樹の死をきっかけにアモンが明の体を支配するという、起こりえたもう1つの黙示録を描いている。後にOVA化された。「不動明の絶望から最終戦争の間の出来事」や「氷河期以前のデーモンと神々の戦争」を、アモンを中心に補完する漫画。
- デビルマン黙示録strange days（2005年、講談社『マガジンZ』連載。全1巻）
衣谷遊による作品。漫画版のデーモンによる宣戦布告が行われた時期に、四国に暮らす3人でバンドを組む高校生、宇土亜綺羅（うどあ きら）、春日竜（かすが りゅう）、小津六朗（おづ ろくろう）らが、デーモン、デビルマン、悪魔特捜隊に翻弄され、道を違えて行く。
- デビルマンG（高遠るい、2012年 - 2014年、秋田書店『チャンピオンRED』連載）
アニメ版のヒムラー（火叢）と漫画版のミーコ（川本ミキコ）がともに不良として登場するなど、原作とテレビアニメ版の設定をマッシュアップしたもう1つのデビルマン。
- デビルマン対闇の帝王 DEVILMAN vs HADES（TEAM MOON、2012年 - 2014年、講談社『月刊ヤングマガジン』連載）
「デビルマン」および「マジンガーZ」の生誕40周年を記念した作品。不動明は美樹を蘇らせるために死者の世界である冥界に突入、闇の帝王こと冥界の神ハデスに挑む。一方、ハデスは美樹の復活を餌に、明に宿敵グレートマジンガーを倒させようとする。
- サイボーグ009VSデビルマン BREAKDOWN（吉富昭仁、2015年 - 2016年、講談社『水曜日のシリウス』連載）
アニメ『サイボーグ009VSデビルマン』の漫画版であるが、ストーリーは吉富によるオリジナルである。
- デビルマン外伝-人間戦記-（細野不二彦、2023年、講談社『月刊ヤングマガジン』2023年2号 - 2023年7号連載、全1巻）
本作の誕生50周年を記念した連載。細野によって「新たなデビルマンの姿」が描かれた作品。

## 関連作品

### 永井豪作品
おいら女蛮（1974年、週刊少年サンデー）
主人公・女蛮子は最初、牧村家の隣に住んでおり、美樹にことあるごとにちょっかいを出していた。そのたびに美樹はまんざらでもない態度を見せ、一緒にいる明をやきもきさせていた。ちなみに明の目には隈取りがついているが、まだデーモンとは合体していない様子である。
あばしり一家（1969年 - 1973年、少年チャンピオン）
セルフパロディとして「ゴーモン族の巻」が描かれている。江戸時代に南極に流刑になり、その後も続く激しい拷問の末に怪物と化した「ゴーモン族」が人間を滅ぼす作戦を実行する。それを知った少年・不遇明がビビルマンとなって立ち向かうも呆気なくやられ、あばしり一家がその代わりに彼らを退治するという一幕。
鉄の処女（アイアンバージン）JUN（1983年、ビッグコミックスピリッツ）
主人公である大財閥明日香家の一人娘・明日香じゅんとその執事として派遣された大波倉太が、じゅんの母親から逃げる際、高田馬場のディスコで不動明と飛鳥了が登場する。ちなみに飛鳥了はじゅんの祖母に財産を奪い取られた飛鳥家の養子、不動明はその友人として、大魔王サタンでもデビルマンでもない普通の人間（ただし、明は超人レベルの肉体を持つじゅんを倒すほどの強者）として登場している。
マジン・サーガ（1990年 - 1992年、週刊ヤングジャンプ）
1997年発売の扶桑社版のための書き下ろしページに、サイコジェニーがバイオマシンビーストとして登場する。また、永井豪は扶桑社版のあとがきで「不動明を悪のマジンガーとして登場させる」という構想を明かしており、これは2012年発売の講談社版のための書き下ろしで実現した。
激マン!（2010年 - 、週刊漫画ゴラク）
永井豪をモデルとした漫画家が主人公の自伝的漫画。「デビルマンの章」にて主人公「ながい激」がデビルマンを連載するまでの経緯と、連載時の舞台裏が描かれている。劇中で漫画版『デビルマン』の連載が開始されてからは、ながいが描いた『デビルマン』本編のページを作中に挿入し、その演出意図や制作秘話などが並行して語られている。本作品の『デビルマン』は再録ではなく新規描き下ろしであり、この章に関しては漫画版『デビルマン』のリメイク版的な側面も含まれる。

### その他の関連作品
デビルタカマン
とんねるずのバラエティ番組『とんねるずのみなさんのおかげです』内のコント。本作品のテレビアニメ版のパロディ作品だが、オープニングやエンディングも再現しており、シレーヌをモデルとする「妖鳥ノリーヌ」を出すなど、かなり本格的なパロディになっている。なお、デビルマン役は石橋のほか、顔が似ているという理由から小野みゆきも起用された。『仮面ノリダー』と異なり東映・永井側の事前承認を得ていたとみられ、第1話では「映像協力・東映株式会社」のクレジットが表示された。
ダイナミックヒーローズ
東映まんがまつりにおける永井豪原作アニメの競演を下敷きにした作品。テレビアニメ版のデビルマンやデーモンが登場している。
マジンガーエンジェル
永井豪作品のキャラクターが共演する作品。不動明や牧村ミキも登場。他に妖鳥シレーヌをモチーフとしたロボットも登場。
マジンガーZシリーズ
テレビアニメ版の放送時期が重なったため、テレビアニメ版と漫画版への影響が見られるほか、劇場版アニメにて共演。
12人の入りたい奴ら
G2プロデュースによる舞台。作中で佐々木蔵之介演じる弁護士が他の登場人物に団結するよう説得するため、数分にわたってデビルマンを独演する場面がある。孔子によって封じられたデーモンを中国軍が軍事利用し、被験体とされた不動明がデビルマンとなって立ち向かうというストーリー。ジンメンをモデルとした「カメマン」、シレーヌをモデルとした「鳥マン」が登場する他、変身シーンも表現するなど、かなり力を入れている。
バトルドッジボールII
1993年にスーパーファミコンで発売されたスポーツゲーム。ダイナミックプロのチームである「ダイナミックウォーズ」のメンバーとしてデビルマンとシレーヌが登場。
サンデー&マガジン WHITE COMIC
2009年にニンテンドーDSで発売されたゲーム。本作品のキャラクターが一部登場している。
サンデーVSマガジン 集結!頂上大決戦
2009年にPlayStation Portableで発売された対戦アクションゲーム。デビルマンがプレイアブルキャラクターとして登場。
スーパーロボット大戦DD
2019年配信のiOS / Android用アプリゲーム。「デビルマン（原作漫画版）」名義で、本作品のキャラクターが登場している。
キャスト
- デビルマン - 速水奨
- シレーヌ - 榊原良子
- カイム - 谷昌樹
- ジンメン - 島田敏
- ラズバ - 麻生智久
- ドゥラメール - 塩屋浩三

メダロットS
2024年4月に「永井豪コラボイベント」としてデビルマンをイメージしたメダロット「デビルヒーロー」が登場。

## 関連番組・書籍
- いきなり最終回 PART3（1991年8月10日 JICC出版局） - 最終回が掲載。またPART2に掲載の作者インタビューでは本作についても語っている。
- BSマンガ夜話（1999年8月30日 NHK BS2） - ゲストは夢枕獏と馳星周。